# イングランド料理

フィンガーフード、バター、ジャム、小さなケーキ付きのアフタヌーンティー

イングランド料理（イングランドりょうり、英: English cuisine）には、イングランドに関連している料理のスタイル、伝統とレシピが含まれる。イングランド料理には独特の特性があるが、イギリス帝国の時代の北アメリカ、中国、およびインドといった地域からの食材と概念の輸入および第二次世界大戦後の移民 (Immigration) の結果、より幅広いイギリス料理と多くを共有している。
近世イングランド料理は、歴史的経緯から、単純なアプローチと自然農産物の高品質への依存に特徴づけられるものだった。こうした特徴は、いまも伝統的料理に見て取ることができる。
伝統的な食事は、パンとチーズ、肉のローストやシチュー、ミートパイやジビエのパイ、茹でた野菜とブイヨン、淡水魚および海水魚のように、古代に起源を持つ。14世紀のイングランドの料理本、『Forme of Cury』にはこれらのレシピが含まれており、リチャード2世の宮廷が起源である。18世紀後半に、ギルバート・ホワイトが『セルボーンの博物誌』にてイングランド南部における普通の田舎の人々の野菜消費量の増加に言及した。ここでは、ジャガイモはジョージ3世の時代にようやく加わったとし、次のように述べている。「都市部の野菜店は今、一般大衆の快適な状態を支援し、財産を取得ている。まともな労働者は皆また自身の庭を持ち、いくぶんの支援となる。一般的な農家は小作人がベーコンと一緒に食べるためのたっぷりのインゲン、エンドウ、野菜を提供する」
他の食事では、かつて新聞紙に包んで塩とモルトビネガーで食べる都市部のストリートフード (Street food) であったフィッシュ・アンド・チップス、パイ、マッシュポテトとタマネギとグレイビー添えのソーセージに対して、現在はインドとバングラデシュのカレー、中華料理とタイ料理がベースの炒め物の人気が匹敵している。イタリア料理とフランス料理もまた広く受け入れられている。イギリスはまた、アメリカ合衆国のファストフードの変化を素早く受け入れ、世界中の料理知識を吸収し続けると同時に、持続可能な農業におけるそのルーツを再発見している。

## 食品と食材

### パン

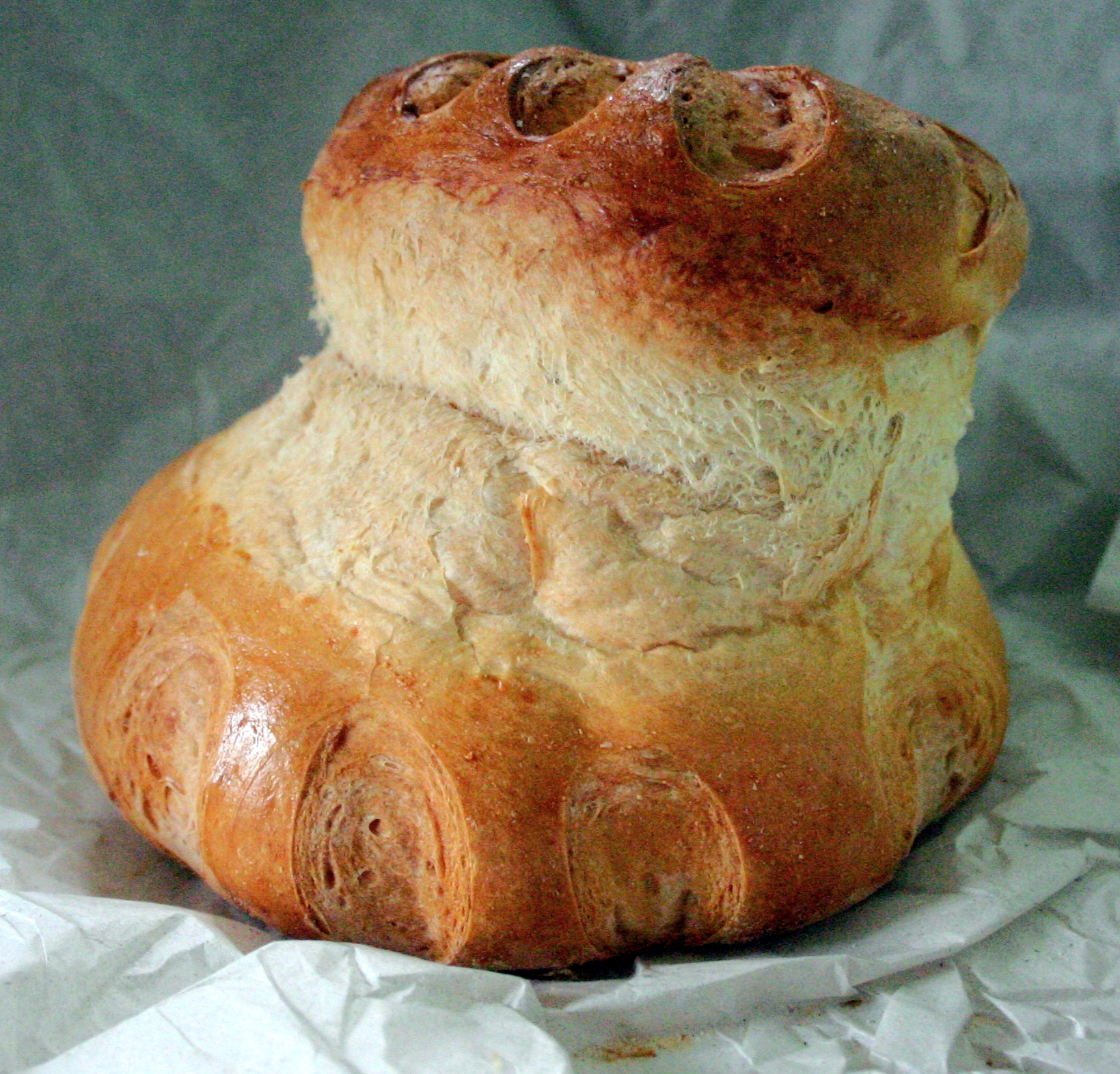
ケント州、ロチェスターの伝統的ベイカリーで焼いた、小さなコテージパン。

イギリスには非常に様々な種類の伝統的パンがあり、長方形の型で焼くことが多い。ノース・イースト・イングランドの名物、Stottie cake のように丸いパンも作られる。コテージパン (Cottage loaf) は、2つの生地の玉を上に重ねて8の字の形を作る。cob は小さな丸パンである。ロールパンには、バップ（Bap）、バーム (Barm) 、ブレッドケーキ（Breadcake）などの多くの種類がある。1960年代のイングランドでパンの大量生産方法であるチョリーウッド製パン法 (Chorleywood bread process) が開発され、その後全世界に広がった。ワンダーブレッド (Wonder Bread) やマザーズプライド (Mother's Pride) のような大量生産した角形食パン（サンドイッチパン、プルマンブレッド、 (Pullman loaf) ）の薄切りは、製造されたパンの栄養と風味不足という理由で批判された。黒パン (Brown bread) はより健康によいと見られ、アリンソン (Allinson) やホービス (Hovis) などの人気ブランドが多い。1970年代以降、パン職人による製パンが復活した。
ライ麦パンは、バーミンガムのライビタ (Ryvita) のような主にスカンジナビア風クリスプ・ブレッドが主に消費されている。モルト・ローフ (Malt loaf) は黒くしっとりとした甘いパンである。イギリスでのインド料理の人気により、そこで作られるナンなどのインドのパンも人気となった。バゲット（フレンチスティックと呼ぶ）やフォカッチャといった大陸のパンも作られる。ベーグルはもはやユダヤ人社会の自主規制外となった。

### チーズ
英国チーズ委員会によると、イングランドには700種類以上のチーズがある。イングランドのチーズは通常かたく、牛乳で作られる。チェダーの村が発祥のチェダーチーズが断然に最も人気のチーズであり、様々な種類が作られている。強い匂いのあるチェシャーチーズ  (Cheshire cheese) 、塩味が強いケアフィリチーズ、セージダービー (Sage Derby) 、ランカシャーチーズ (Lancashire cheese) 、レッド・レスター (Red Leicester) 、クリーミーなダブルグロスター、および甘いウェンズレデールチーズ (Wensleydale cheese) は地域伝統のチーズである。チェダーチーズと匂いが強い青かびタイプのスティルトンは共にイングランドチーズの王様と呼ばれている。コーニッシュヤーグ (Cornish Yarg) は現代で成功したチーズである。「チェダーチーズ」の名称は国際的に広く使われ、EU法の原産地名称保護制度（POD）で保護されない。しかしながら、ウェスト・カントリー・ファームハウス・チェダーチーズはPOD対象である。このチーズの基準に合致するには、指定されたイングランド南西部の4つの州、サマセット、デヴォン、ドーセット、コーンウォールのいずれか地産の材料を使用して伝統的手法で製造しなければならない。
羊および山羊のチーズは小規模生産者を中心に作られる。カッテージチーズは既製品を購入する。Dairylea のような柔らかいプロセスチーズは、サンドイッチのフィリングとして販売される。ブリーチーズやカマンベールチーズといった大陸のチーズもまた生産される。
人気のチーズ料理にはマカロニ・アンド・チーズとカリフラワー・チーズ (Cauliflower cheese) がある。

### 魚とシーフード

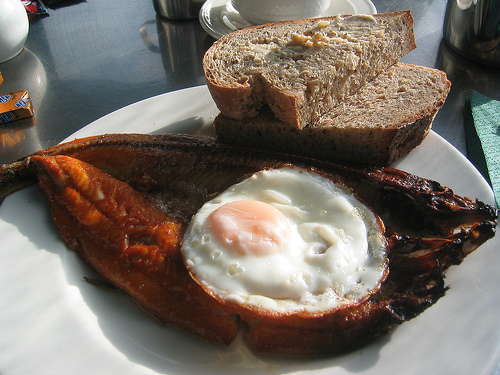
ニシンの燻製（キッパー）

イギリスの海や川では様々な魚を捕獲するが、イギリスでは数種類しか食べていない。タラ、コダラ、プレイス、アブラツノザメ（ロックサーモン、Rock salmon）、ガンギエイはフィッシュ・アンド・チップス店で良く使われる。（冒険心がなくバター焼きの魚を食べる傾向をシェフのキース・フロイドは「未確認飛行物体（Unidentified Flying Object、UFO）」をもじって「未確認フライ物体（Unidentified Frying Objects）」と嘲笑した。）シロイトダラやポラック (pollock) のような他の魚はパン粉をまぶしたフィッシュケーキやフィッシュフィンガーの材料に使われる。しかしながら、現在はタラやコダラといった漁獲量の多い種の漁獲資源維持のために、リング（クロジマナガダラ） (Common ling) 、ホウボウ、イシビラメといった他のあまり知られない魚が幅広く販売されている。これらの毎年漁獲可能な魚はスーパーマーケットよりも個人の鮮魚店で販売されることが多い。
ピルチャード（大型のサーディン）はコーンウォールの名物料理、スターゲイジーパイ (Stargazy pie) の主食材である。これ以外の典型的なフィッシュパイ (Fish pie) は白身魚とテナガエビで作り、マッシュポテトを上に乗せる。様々な魚の稚魚であるシラスは伝統的にフライにして前菜にする。サーディン、ピルチャード、サバは、輸入されるツナやアンチョビと同様に缶詰にされる。ヨーロピアンシーバス、ロブスター、ホタテガイおよびアンコウは高価な高級食材であり、高級料理店のメニューに使用される。安価な魚や魚の切れ端は栄養たっぷりのフィッシュスープの具にし、様々なレシピがある。サーモン、コダラ、サバ、またはニシンは燻製にして、キッパー、Buckling （開きにしない温燻）、またはブローター（Bloater、開きにしない冷燻）を作る。ニシンはまた酢漬けにしてロールモップス (Rollmops) にする。サーモンとマスは最も人気の淡水魚である。ウナギは一度焼いてパイに入れ、都市部の労働者階級地区にあるパイ・アンド・マッシュ (Pie and mash) の店でハーブソースの「Liquor」を添えて供される。しかし、この料理と店は共に稀少となっている。イングランド以外の人気の魚料理には、スコットランド料理のカレンスキンク (Cullen skink) 、スペイン料理のパエリア、フランス料理の魚のスープ (Fish soup) 、タイ料理のフィッシュケーキ、ベルギー料理のムール・フリット (Moules-frites) 、様々なアジアのエビ料理がある。
キッパーはニシンの内臓を取り尾から頭まで開きにして塩蔵または酢漬けにし、冷燻する。朝食で食べることが多い。コダラの燻製はケジャリー (Kedgeree) の具にして朝食で食べるが、今はこの料理は朝食以外にも供される。サーモン、サバ、マス、コダラやウナギなど様々な魚の燻製がある。

### 貝、甲殻類

シーフード直売店

多くの海辺の行楽地には、ビーチ、港、海岸沿いに貝や甲殻類の直売所がある。店では伝統的にザルガイ、ムール貝、ウナギのゼリー寄せ、殻付きまたは剥き身の中型エビ、カニの身、ツブ貝、バテイラ（大小の巻貝）、およびカキを軽食サイズの深皿で販売している。貝や甲殻類は冷製で供され、客は調味料（塩、コショウ、レモン果汁、モルトビネガー、ウスターソース、カクテルソース (Cocktail sauce) 、またはタバスコ）で味付けして味わう。多くの店で、独自の唐辛子入りのモルトビネガーである唐辛子酢 (Chilli vinegar) を作っている。近年は魚肉練り製品およびイカやタコの地中海料理がメニューに加えられた。内陸部のパブで貝や甲殻類の移動販売が、特にイーストエンド・オブ・ロンドンで行われることがある。
カキは、かつては大衆的な主食材であり、牛肉と共に甘くないプディングの具として焼いていた。高価になるにつれ、ヒツジやブタの腎臓で代替して伝統料理のステーキ・アンド・キドニー・プディング (Steak and kidney pudding) となった。オイスター・バーは、今やシーフード販売のなかでも高級店である。ケント州ウィスタブル (Whitstable) は高品質なカキの名産地として有名である。現在多くの場合、カキは殻から生食する。カニは伝統的にサラダやサンドイッチで冷製で食べるか、クリーム、タマネギ、ハーブで調理して殻に詰めて温製で供する。ノーフォーク州クロマー (Cromer) はカニの輸出で有名である。ランカシャー州モーカム (Morecambe) は、ポッテドシュリンプ (Potted shrimps) （小エビのナツメグ風味バター瓶詰め）で有名である。

### パイ、ペイストリー、甘くないプディング

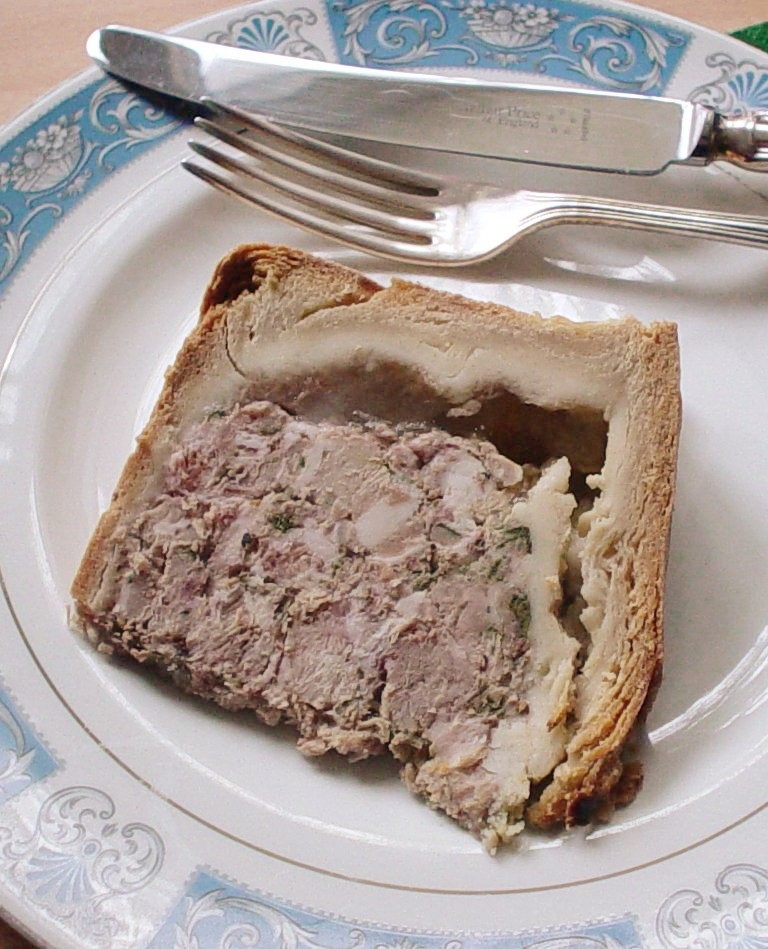
ポークパイの薄切り

イングランドのミートパイの歴史は中世まで遡る。当時、上が開いたパイ生地が肉を供する器として使われ、コフィン（棺）と呼ばれた。それ以降、主要なイングランド料理となった。ショートクラスト (Shortcrust) 、パフ (Puff) など様々な種類のペイストリーが使われる。ラードがたっぷりのホットウォーター・クラスト（湯練り）ペイストリー (Hot water crust pastry) は、ポークパイ (Pork pie) のような冷製の生地で包むパイに使う。メルトン・モウブレイ・ポークパイ (Melton Mowbray pork pie) はその原型である。非常に大きな包みパイは切り分けてで冷製で食べ、通常は鶏肉、ハム、ジビエなどの2種以上の肉を具に使う。温かいパイの伝統的なフィリングは、鶏肉とキノコ、ステーキとエール、牛挽肉とタマネギ、ラム肉、数種のジビエまたは肉とジャガイモである。近年はバルチカレーのような、より異国的なフィリングも使われるようになった。
パスティとパイは、1枚のパイ生地でフィリングを包んで作る。コーニッシュ・パスティは楕円または三日月型で堅いひだのふちがあり、伝統的に牛肉、およびルタバガを具とするが、様々な種類がある。三角形で牛肉、チーズ、または野菜が具のパスティもある。蓋にペイストリーでなくマッシュポテトを使うパイに、コテージパイ（牛挽肉で作る）、シェパーズパイ（羊挽肉で作る）およびホワイトソースと数種の魚の具で作るフィッシュパイがある。フランというオープンパイ（包んだり蓋をしないパイ）は、季節の果物がフィリングのデザートである。キッシュや甘くないフランもあるが、イングランド伝統料理ではない。
甘くないプディングは柔らかいスエットの皮で作り、ステーキ・アンド・キドニー・プディング (Steak and kidney pudding) （元はステーキ・アンド・オイスター・パイ）が最も有名である。作り方は、プディングの器に沿ってスエットクラストペイストリーを並べて、フィリングを詰めてペイストリーの蓋で密閉する。次に3時間から4時間かけてプディングを蒸し上げる。ステーキやキドニーの他に、ウサギ肉、鶏肉やジビエなどの様々なフィリングが使われる。

### ソーセージ

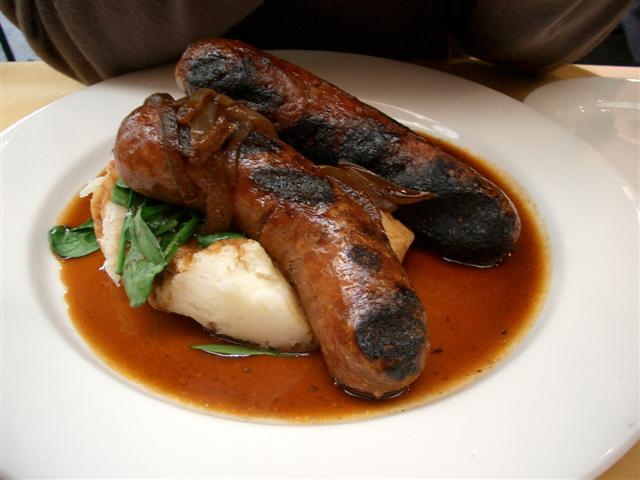
ソーセージとマッシュポテトのグレイビー添え。

イングランドのソーセージは、「バンガーズ（bangers）」という呼び名で知られている。新鮮な肉で作り、燻製や乾燥、濃い味付けをほとんどしない独特のソーセージである。第二次世界大戦後の時代に、ソーセージに低品質な肉、脂身、およびラスクを加えるようになった。しかしながら、近年はその反動で、ほとんどの精肉店やスーパーマーケットでは高品質のものを販売している。
豚肉と牛肉を主原料することがほとんどであり最も一般的であるが、美食向けには鹿肉、イノシシ肉などを使うことがある。最も有名な地域名産のソーセージには、リンカンシャー・ソーセージ (Lincolnshire sausage) 、長く渦巻きにしたカンバーランド・ソーセージ (Cumberland sausage) があり、多くの精肉店には独自のレシピがあり代々受け継がれているが、通常はイタリアのソーセージやドイツのソーセージのように塩蔵した肉で作っていない。
イングランドの大手スーパーマーケットのほとんどで、最低12種類以上のイングランドのソーセージを販売している。カンバーランドやリンカンシャーだけでなく、豚肉とリンゴ、豚肉とハーブ、牛肉とスティルトン、豚肉とモッツァレッラなどを販売する。イギリスには約400種類のソーセージがあると推定されている。
ソーセージは、トード・イン・ザ・ホール (Toad in the hole) の主食材であり、ヨークシャープディングの生地に入れてオーブンで焼いて作る。この料理は、タマネギを弱火で柔らかく煮て、弱火で煮汁と混ぜて、ワインまたはエールを加えて煮詰めたオニオン・グレイビーを添えて供される。このソースはバンガーズ・アンド・マッシュ (Bangers and mash) でも使う。ソーセージをペイストリーで包んでソーセージロール (Sausage roll) を作り、冷製でも温製でも供される。冷製ソーセージロールの薄切りはパーティで供される人気の軽食である。
ブラックプディングとホワイトプディング
ランカシャー州に強い関連があるソーセージのブラックプディングは、フランスのブータン・ノワール（boudin noir）やスペインのモルシージャ（Morcilla）と非常に似ている。「豚は鳴き声以外すべて食べることができる」という格言があるように豚の血で作り、朝食で食べることが多い。豚足、トライプおよびブラウン（ヘッドチーズ、Head cheese）は北部で伝統的な食材である。ホーグズプディング (Hog's pudding) （デヴォンとコーンウォールが発祥）およびホワイトプディングは類似しているが血を使わない。

### 塩蔵、燻製、ピクルス、ジャムおよび調味料
北ヨーロッパの国には塩蔵、燻製、ピクルスなどにより食料を保存する伝統がある。キッパー、ブローター、ハム、およびベーコンは、イングランドにおける肉や魚の保存食品として知られる。タマネギ、キャベツおよび他の野菜はピクルスにする。豚肉以外の肉は通常塩蔵しない。
ピクルスと保存食品はイギリス帝国の影響により急変した。たとえば、チャツネ、ブランストンピクルス (Branston) （別名ブラウン・ピックル）、ピカリリー (Piccalilli) 、タマネギのピクルス (Pickled onion) 、ガーキンといった種類がある。フィッシュ・アンド・チップスの店では、伝統的にゆで卵のピクルス (Pickled egg) が販売されており 、クルミのピクルス (pickled walnuts) は伝統的にスティルトンのようなイングランドのブルーチーズと共に供されたり、牛肉と調理されたりする。また、トマトソース（ケチャップがベース）、ウスターソース、ブラウンソース（HPソース (HP Sauce) など）といった調味料にアジアの影響が見られる。イギリスではビールが飲まれるため、モルトビネガーが広く使われる。イングランドのマスタードは辛味が強く明るい黄色である。肉に添えたり、チーズと調理したり、その刺激で国際的に知られ、特にノリッジのコールマンズ (Colman's) が有名である。ピクルスは、「冷たい軽食（cold collation）」と呼ばれる冷たい調理肉の薄切りを盛りつけた料理に添えられることが多い。

### サンドイッチ
イングランドは「サンドイッチ」という言葉の発祥である。イングランドのサンドイッチは2枚のパンまたはロールパンの一種で作る。ピクルスのレリッシュやジェントルマンズ・レリッシュ (Gentleman's Relish) （アンチョビー・ペースト）といったフィリングはイングランド独特ということができる。サンドイッチの一般的な種類にはローストビーフ、チキンサラダ、ハムとマスタード、チーズとピクルス、BLT、ゆで卵のマヨネーズ和え、エビ、ツナ、マーマイトおよびジャムがある。厚切りで具がたっぷりのサンドイッチは「ドアストップ」と呼ばれ、パブで供されることが多い。

## 食事
イングランドの食事には、朝食、イレブンジズ、ブランチ、昼食、アフタヌーンティー、ディナー、およびサパーがある。

### 朝食

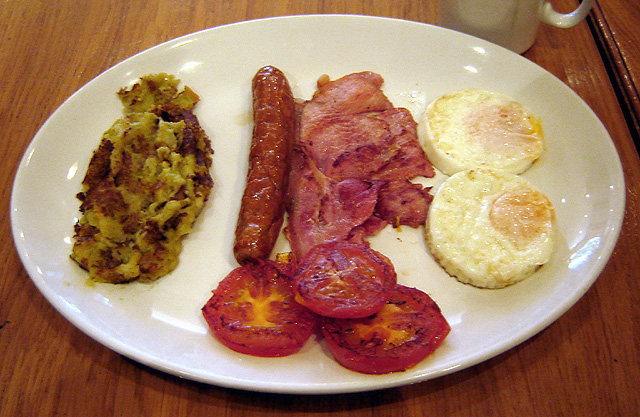
バブル・アンド・スクイーク（、余りものの肉とキャベツを炒めた料理）、ソーセージ、ベーコン、焼きトマト、卵のターンオーバーのフル・ブレックファスト。

軽い朝食には、シリアル食品、ミューズリー、ゆで卵かスクランブルエッグ、トースト、およびジャムが並び、ポーチドキッパー（キッパーのミルク煮）が供されることもある。コンチネンタル・ブレックファスト（大陸風朝食）とポリッジも食べる。18世紀および19世紀に、上流階級ではケジャリー (Kedgeree) やデビルド・キドニー (Devilled kidneys) のような料理の手の込んだ朝食を食べた。現在のたっぷりの量の朝食はフル・イングリッシュ・ブレックファストであり、「フライ・アップ」と呼ばれる。
伝統的なフル・イングリッシュ・ブレックファストではベーコン（伝統的にバックベーコンであり、バラ肉のベーコンはあまり一般的でない）、ポーチドエッグまたはスクランブルエッグ、揚げトマトまたは焼きトマト、キノコソテー、フライド・ブレッド (Fried bread) またはトーストのバターを添え、ソーセージおよびブラックプディングで、マグカップの紅茶とともに供される。朝食はコースになることもあり、軽い朝食の果物やシリアルはフライ・アップの前菜になる。この食事ではほとんどの料理がフライ（揚げ物、炒め物、ソテー）であるため「フライ・アップ」と呼ばれる。イングランドの朝食ではこれら全てが注文されるため、フル・ブレックファストまたはフル・モンティ（あますことなく全部）という。フル・イングリッシュ・ブレックファストは通常、十分な調理時間がある仕事の無い日に自宅で、またはホテルやカフェで食べる。ランチタイムや夜遅くのサパーでこの料理を食べることもある。「オールデイ・ブレックファスト（一日中朝食）」専門で、他のメニューがない料理店もある。

### アフタヌーンティー

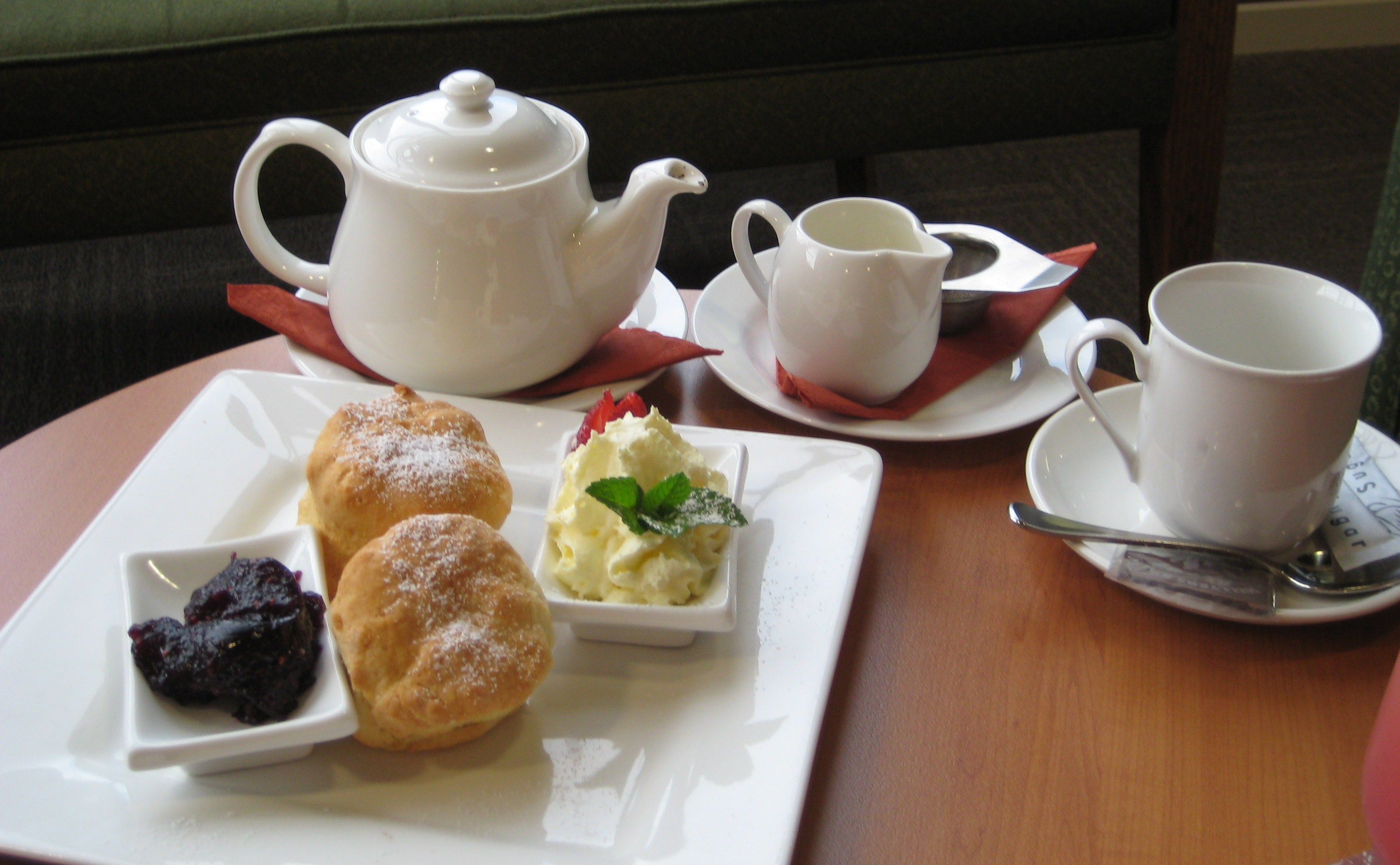
スコーンと紅茶、クロテッドクリームとラズベリージャムが揃ったクリームティー。

イングランドの午後のティータイムのためには「すべてを止める」とステレオタイプで言われている。もはや職場ではそのようなことはなく、家庭でもかつてほどではない。今では正式なティータイムの食事は、観光旅行、特にデヴォンとコーンウォール観光に組み込まれることが多く、ジャムとクロテッドクリームを添えたスコーン（合わせてクリームティーと呼ばれる）などの食事が供される。アイシングをしたりそのまま食べる飾りのない小さなスポンジケーキの、フェアリーケーキ (fairy cake) もまた供される。全国各地で、多種多様のビスケットとサンドイッチが食べられる。しかしながら、一般にはティータイムの食事は軽食に置き換わったり、なしで済ませたりしている。

### サンデーロースト

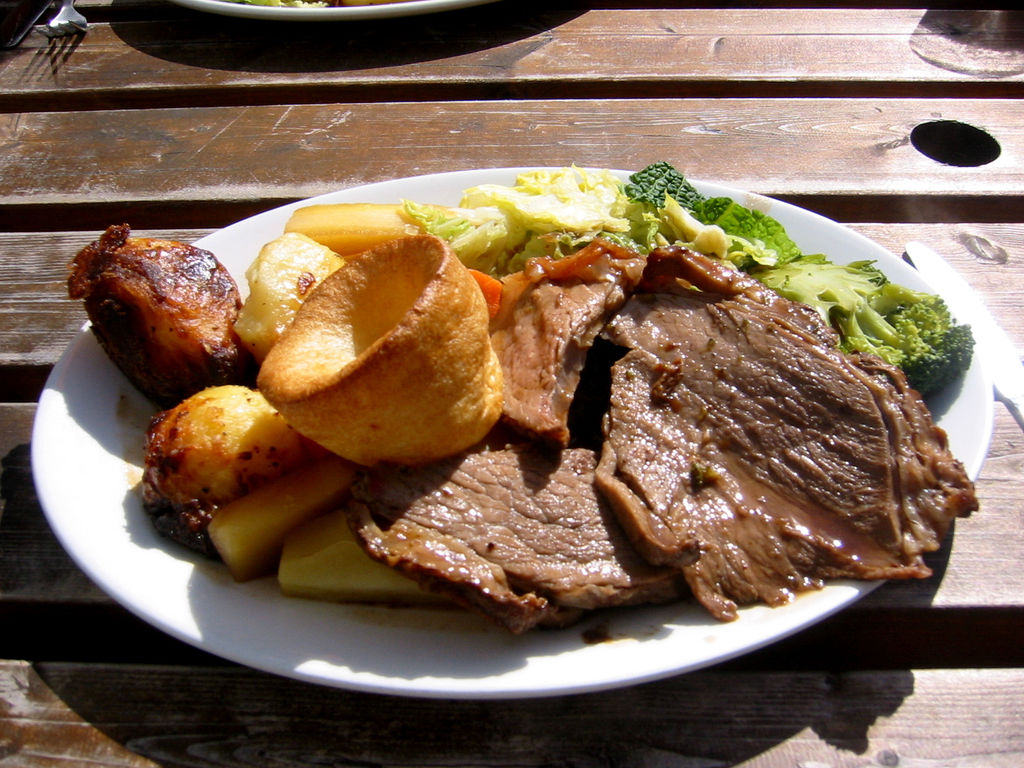
ローストビーフ、ローストしたジャガイモ、野菜とヨークシャープディングからなるサンデーロースト。

サンデーローストは、かつてはイングランド料理で最も一般的な慣習であり、伝統的に毎週日曜日に食べる料理である。この食事は焼いたジャガイモと、牛肉、ラム、豚肉、鴨肉または鶏肉のロースト、および数種の野菜から成る。野菜は通常茹でてグレイビーを添えて、または肉と一緒に肉汁でローストして供される。肉汁はそのままで使うか、またはグレイビーを加える。肉の種類により、ソースまたはジャムが添えられる。ホースラディッシュや様々なマスタードはローストビーフに、ミントソースやアカスグリのジャムはローストラムに、アップルソースはローストポークに、クランベリーソースはシチメンチョウのローストに添える。ヨークシャー・プディングは通常ローストビーフと共に供され（しかしながら、ヨークシャーでは、肉が不足した時代に「増量用」として最初に供したことから、伝統的に前菜として供される）、豚肉にはセージとタマネギの詰め物（スタッフィング）、鶏肉にはパセリの詰め物が使われる。グレイビーはジブレッツまたはフライパンの肉汁に水、ストック、またはワインを加えて作る。
上流階級の領域であった鹿肉やキジといったジビエの肉もまた、著名シェフ (Celebrity chef) の台頭により野趣あふれる食材を望む場合、時折食べることがあるが、一般家庭で通常は何度も食べることはない。野生のジビエが食べられるのは9月から2月までである。
ロースト料理のディナーを日曜日に供する慣習は、手間をかけた調理が必要であり、毎週月曜日は主婦が洗濯をする慣習があり、ローストの冷めた残りで簡単に食事を用意できることに関連している。かつては日曜日は6日間の労働後の残りただ1日であり、家庭で普段の食事よりも多い予算をかけるのに好都合であった。
ロースト料理のより手間をかけたものがクリスマスに供され、伝統的により詳細まで厳密に指定されている。第2次世界大戦後の普及により、最も人気のクリスマスのロースト料理は、ディケンズの時代のガチョウに替わって、シチメンチョウのローストである。これは通常の付け合わせや、ピッグズ・イン・ブランケッツ（ソーセージのベーコン巻き）、味付け挽き肉、時にはヨークシャー・プディングといった添え料理と共に供される。ガチョウは小規模のディナーには向いておらず、ローストチキンは1950年代まで年に一度のご馳走であった。現在もなお、ガチョウは時折クリスマスの食材であり、伝統的に焼きリンゴと味付け挽き肉を詰めて供される。

### デザート

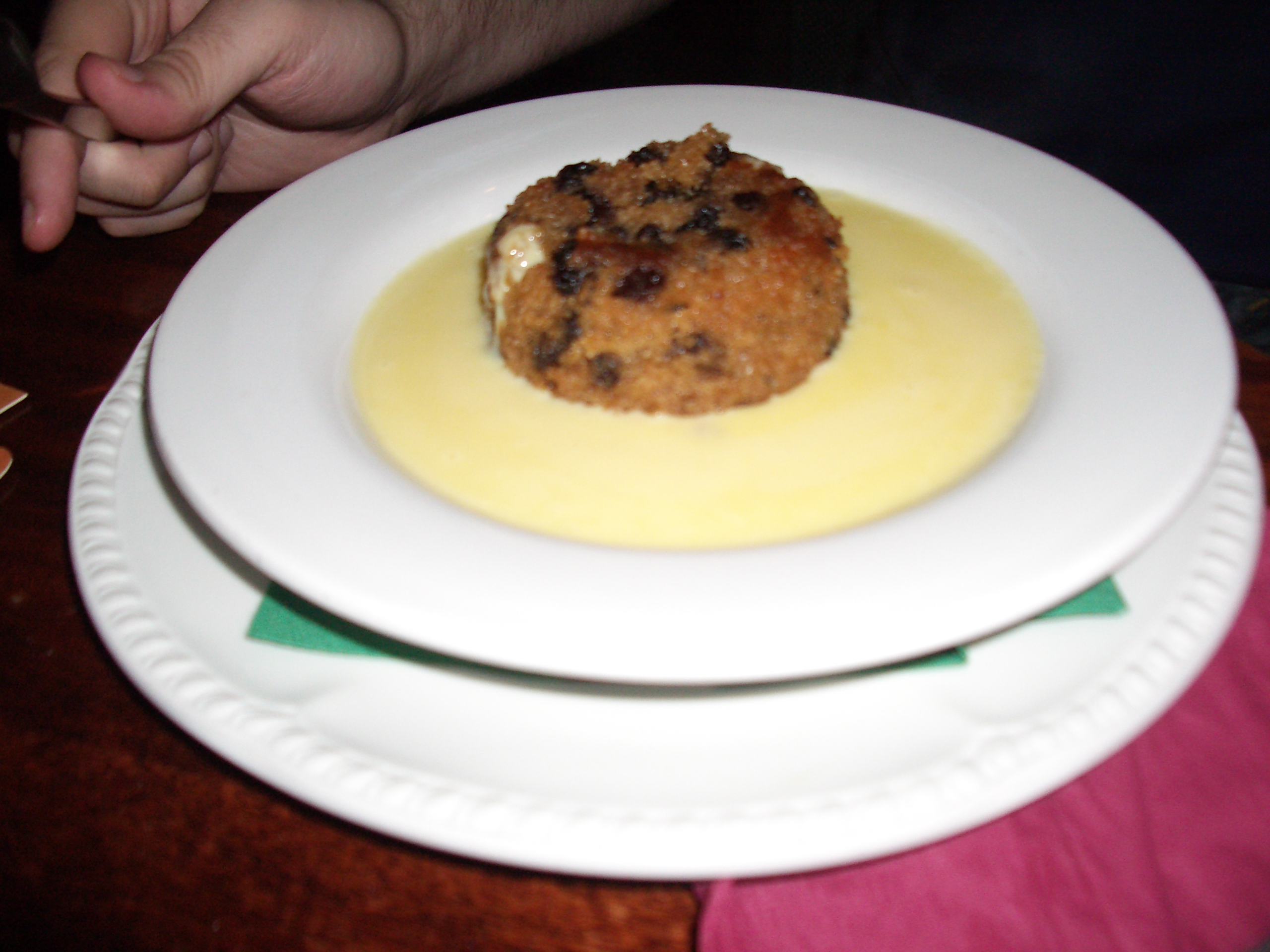
スポティッド・ディックのカスタード添え

伝統的なデザートは通常温かくて高カロリーである。様々な種類のスエットプディング (Suet pudding) があり、「プディング」はイングランドのデザートの一般的な名称である。
スエットプディングにはジャム・ローリー・ポーリー（Jam Roly-Poly、ジャム入り渦巻きプディング）、スポテッド・ディック（Spotted dick、干しブドウ入りプディング）、サマープディング（Summer pudding、果物入りプディング）があり、ブレッド・アンド・バター・プディング (Bread and butter pudding) はパンがベースのプディングである。スティッキー・トフィー・プディングおよびトリークル・プディング (Treacle sponge pudding) はスポンジケーキがベースである。ブバーブクランブルのようなクランブル (Crumble) は、煮込んだ果物の上にカリカリのトッピングをする。他の温かいデザートには、アップルパイ、トリークルタルト (Treacle tart) 、ジプシータルト (Gypsy tart) がある。イートン・メスやトライフルは冷たいデザートとして供される。
ドライフルーツがベースのクリスマスプディング、ベイクウェル (Bakewell) の町が発祥のアーモンド風味のベイクウェルタルト (Bakewell tart) もある。世界的に知られるバノフィーパイ (Banoffee pie) は1970年代にサセックスのレストランが考案した。
伝統的に、多くのデザートに濃縮したりホイップしたカスタードやクリームが添えられる。

## 飲食業

### パブの食事

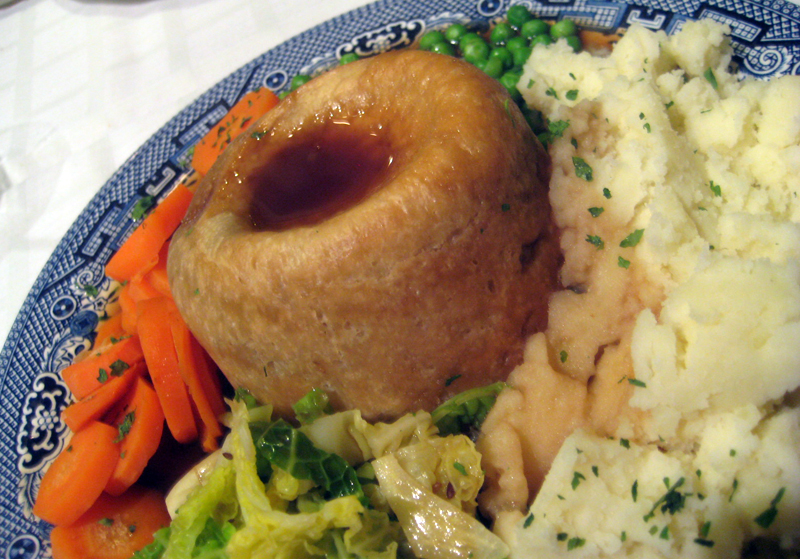
ステーキ&キドニープディング

イングランドの伝統的なパブは、アルコール飲料の飲食店であり、ビールの売上げを上げるための塩味のポテトチップスやピーナッツと共に供されるポーク・スクラッチング、ゆで卵のピクルスなどの「カウンターのスナック」以外の食事の提供はあまり重要視されなかった。パブでの食事はプラウマンズランチのような基本的な冷たい料理であった。サウス・イースト・イングランド（特にロンドン）では、近年業者が販売するようになるまで、ザルガイ、ツブ、ムール貝や他の貝類を夕方から閉店までの間に客に販売することが一般的であった。それ以外の場合は、パブでは瓶や容器入りのザルガイやムール貝の酢漬けを注文できる。
1950年代のイギリスのパブのいくつかでは、店主の夫人が店内で簡単に作る熱い1人分のステーキ&エールパイで「パイと1パイントのビール（a pie and a pint）」を提供していた。次に1960年代から1970年代にかけて、枝網バスケットにナプキンを敷いてローストチキン一人前にポテトフライを添えて供する「チキンバスケット（chicken in a basket）」が流行した。電子レンジと冷凍食品の普及により品質は低下したが種類が増えた。「パブグラブ（Pub grub、パブの食べ物）」は増えて、ステーキ・アンド・エール・パイ、ステーキ・アンド・キドニー・プディング (Steak and kidney pudding) 、シェパーズパイ、フィッシュ・アンド・チップス、バンガーズ・アンド・マッシュ、サンデーロースト、プラウマンズランチ、およびパスティといったイギリス料理も供されるようになった。さらに、ハンバーガー、ラザニア、チリコンカーンといった料理が供されることも多くなった。客が空腹になり自宅に昼食をとりに帰ることがないように、日曜日の昼食時に温かいまたは冷たいスナックを無料で提供するパブもある。
1990年代にパブの商売の一部として食事がより重要になり、現在ほとんどのパブではカウンターで食べるスナックに加えて（または替わりに）、テーブルで食べるランチとディナーを供しており、独立したダイニングルームがあることもある。優れたレストランと同じレベルのより高い基準の食事を提供するパブもあり、ガストロパブ（gastropub）と呼ばれている。

### フィッシュ・アンド・チップス店と他の持ち帰り店

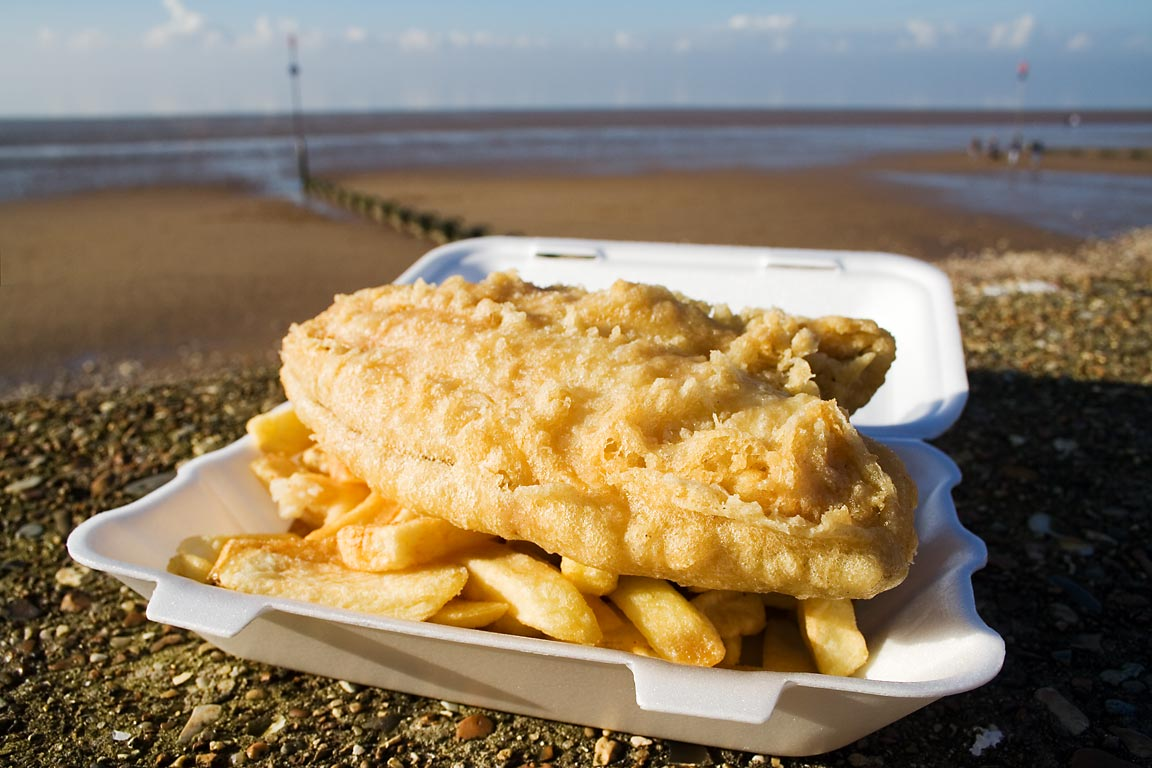
フィッシュ・アンド・チップス

イングランドはフィッシュ・アンド・チップスで世界的に有名であり、数多くのレストランと持ち帰り店でこの料理を販売している。これは最も有名で特有のイングランド料理である。フィッシュ・アンド・チップスにマッシーピー（Mushy peas、グリーンピースのマッシュ）を添えて調味料の塩と酢と共に供する地域もある。シュリンプ・スキャンピのフライなどの料理が通常提供され、フィッシュケーキおよび様々な他の組合わせも同様に揚げて提供される。産業革命時代に持ち帰り食品が出現したことが、フィッシュ・アンド・チップス、マッシーピー、パイ・アンド・マッシュ (Pie and mash) といった料理をもたらした。これらはイギリスの持ち帰り店の主要料理であり、まさにイングランドの食生活であるが、多くの国民食と同様に、販売している大量生産の製品と選び抜かれた材料を多く用いた本物の手作りの料理では品質が大きく異なる。

## 海外の料理との融合

### インド料理とアングロ・インド料理

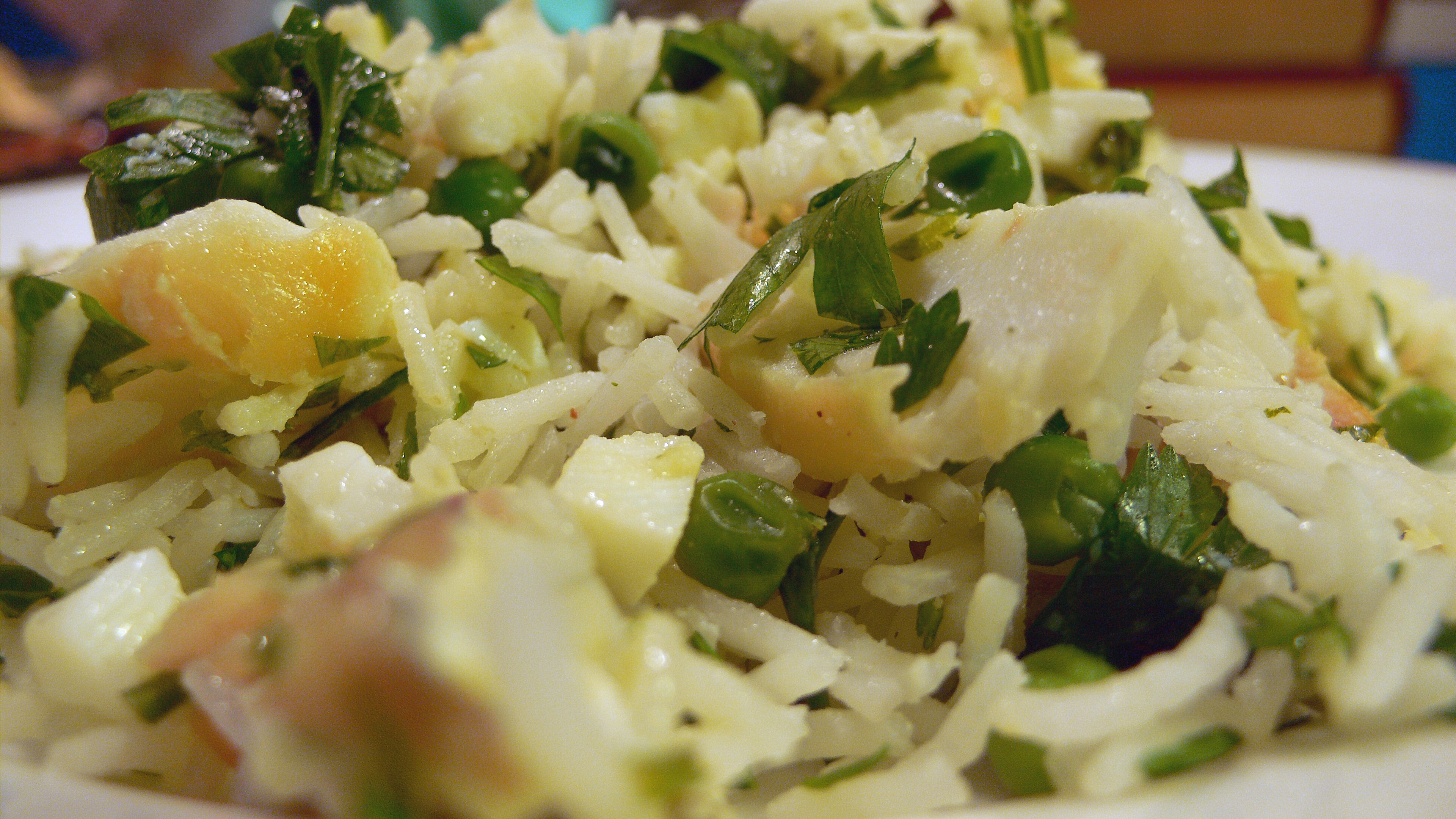
ヴィクトリア朝時代の人気の朝食の料理、ケジャリー。

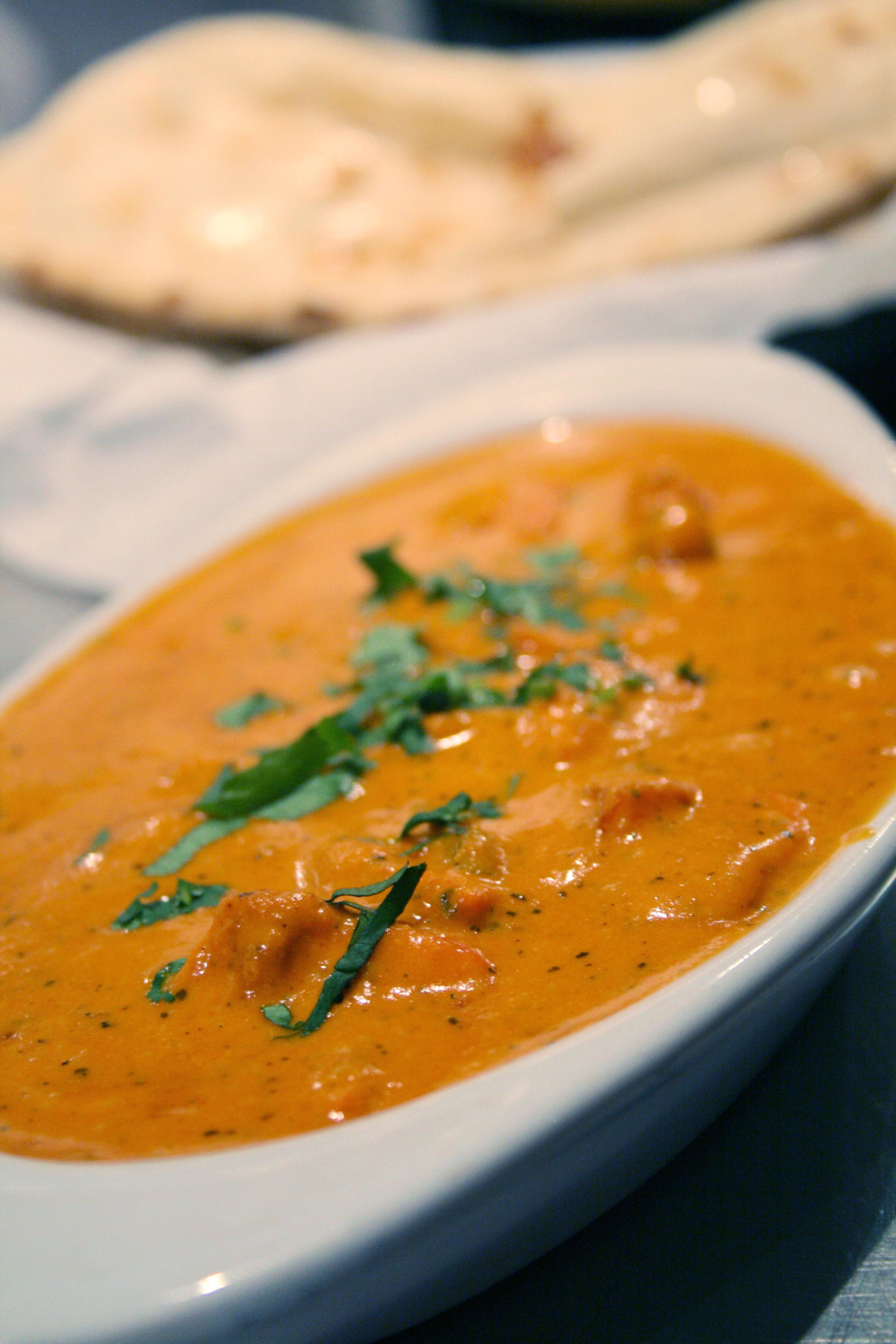
インドのチキンティッカを元に生まれたチキンティッカマサラ、『イギリスの真の国民食』と言われている。

インド料理は、イギリスの伝統料理の他の選択として最も人気であり、中華料理およびイタリア料理が次に人気である。チキンティッカマサラは今やイギリスで最も人気の料理のひとつである。
インド料理は1809年からコーヒーハウスで供され、ビートン夫人の家政読本にあるように、この頃に家庭で作られた。1940年代および1970年代の2度、カレーハウスの数が急激に増加した。
ヴィクトリア朝のイギリス領インド帝国時代にイギリスはインド料理を取り込み始め、アングロ・インド料理 (Anglo-Indian cuisine) を作り上げた。ケジャリーとマリガトーニ (Mulligatawny) は伝統的なアングロ・インド料理である。「グレイビー（gravy）」を意味する「カレー（curry）」という単語は中世から使われている。「カレー（curry）」という単語はインドでは使われず、「 マサーラ（masala、मसाला）」が使われる。カレーは通常明るい色の、固形の食べ物にかける香辛料のソースを示す傾向がある。カレーはグレイビーと異なり、通常肉を含まない（肉にかけることはある）。
融合したアングロ・インド料理では、1960年代にチキンティッカマサラ、1980年代にバルチが考案された。ただし、後者はインド亜大陸が起源であるとの主張もある。
民族的にイングランドの家庭料理でのカレーは、既製品のカレー粉のソースまたはペーストで作ることが多く、独自の香辛料のマサーラを挽いたり調合したりする家庭はほんの少数である。家庭料理のカレーでは残り物を使うこともある。
イングランドとウェールズだけで、2003年にインド料理を供するレストランは1万店あった。イギリスのインド料理レストランのほとんどがインド出身の経営者により運営されていると広く誤解されているが、実際は主にバングラデシュ人とパキスタン人による経営である。英国食品基準庁 (Food Standards Agency) によると、イギリスにおけるインド食品産業は32億£で、外食産業全体の3分の2にあたり、毎週約230万人のイギリス人が消費する。
インド料理レストランでは通常、食事をする客が数多くの具（鶏肉、エビ、またはラムやマトンの「肉」）と数多くのカレーソース（甘口のコルマから激辛のファール (Phall) まで）を制限なく自由に組合わせることができる。風味と香辛料の辛さはマドラスカレー (Madras curry) （名前は実際の料理ではなく、レストラン経営者が香辛料を購入したインドの地域を示す）を基準にしている。他のソースは最初から香辛料を調理するか、基本カレーソースからのバリエーションである：例えば、ヴィンダルー (Vindaloo) は、その由来であるワインビネガーとニンニクでマリネした豚肉ではなく、ラム肉入りチリパウダーを加えたマドラスソースを示すことが多い。
カレーに加えて、すべてのレストランではマリネした肉や魚を特別なオーブンで調理した「辛い」タンドール料理およびティッカ (Tikka) のメニュー、および肉と米を混ぜたビリヤニの料理を提供する。サモサ、バージ（Bhajji）や小さなケバブは前菜として供されるか、これらだけを軽食として食べる。
イングランドの食事は通常バスマティのライス、追加注文の場合パンが食事と共に供され、スプーンとフォークで食べる。インドで発達したベジタリアン料理はその他の専門レストランとほぼ同等である。
近年、インド料理レストランは民族料理向けの標準よりも高級指向となり、2店舗がミシュランガイドの星を獲得した。

### その他

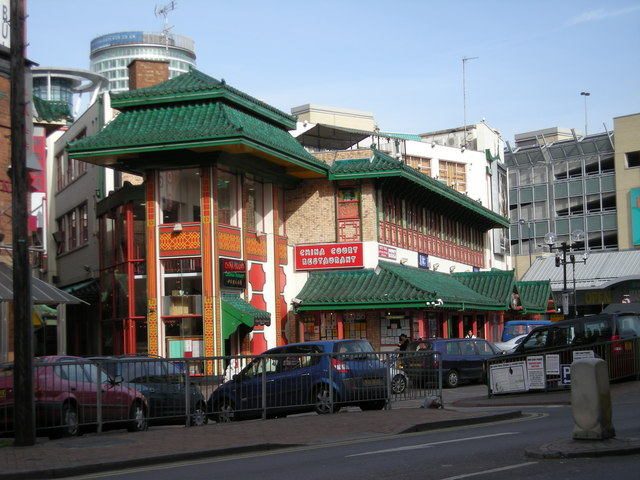
イングランド、バーミンガムの中華街。

イングランドでは大都市には中華街があり、中華料理店がよくある。主に広東料理から派生し、中国人客が全く別のメニューを注文するような西洋人向け味付けを採用している。混合した料理の例として、OKソース (OK Sauce) のスペアリブがある。他のタイ、インドネシア、ベトナムなどの東南アジア料理も人気を得てきている。
イタリア料理は地中海料理 (Mediterranean cuisine) で最も人気の形態であり、海外料理において中華料理、インド料理と人気を競っている。ギリシア料理とスペイン料理の店もよくある。トルコ料理は持ち帰り販売、特に深夜のケバブ店に関連付けられる傾向がある。一方、中東料理、特にレバノン料理はロンドンで伝統的飛び地から人気が広がった。
ハンバーガーとホットドッグのほかでは、アメリカ州からの料理はメキシコ料理またはテクス・メクス料理に代表される傾向にあるが、クレオール料理やラテンアメリカ料理 (Latin American cuisine) のレストランも少しある。
カリブ料理 (Caribbean cuisine) とユダヤ料理 (Jewish cuisine) は通常、対象の共同体が集中する地域にのみ見られる。
イングランドでは、フランス料理は他の一般的に安価な料理とはいくぶん距離を置いているが、安価なフランス料理のビストロもいくつかある。

## 飲み物

### 温かい飲み物

#### 紅茶

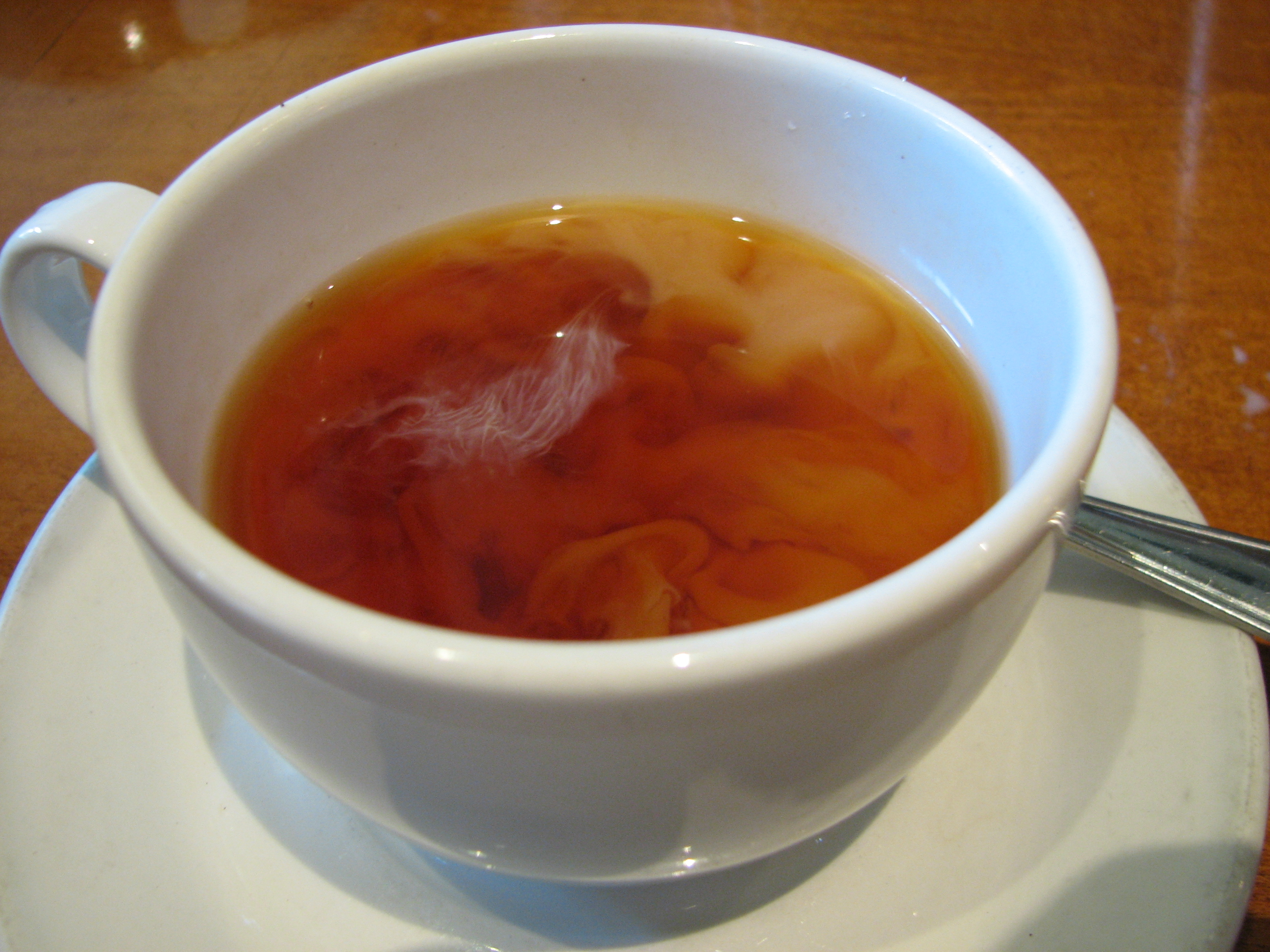
ミルク入り紅茶

チャールズ2世のポルトガル人の王妃、キャサリン・オブ・ブラガンザは、コーヒーが伝来したすぐ後の1660年頃にポルトガルのお茶の習慣をイギリスにもたらした。当初は高級なため富裕層の範囲だけであったが19世紀までに次第に価格が低下し、紅茶は現在のように広く消費されるようになった。
イギリスでは、お茶は通常牛乳入り紅茶（決してクリームではない。「クリームティー」のクリームはスコーンに乗せたクロテッドクリームでありイチゴジャムを乗せる、デヴォンとコーンウォールの伝統である）である。たっぷりの牛乳と、ときどきティースプーン2杯の砂糖を入れて、通常マグカップで供する濃い紅茶を、冗談でビルダーズティー（Builder's tea、労働者の紅茶）と呼ぶ。カップ（通常マグカップ）1杯の紅茶は、頻繁に飲むことが多く、1日に6杯またはそれ以上飲む人もいる。
アールグレイはベルガモット風味の独特のバリエーションである。近年は、ハーブティや高級紅茶も人気となっている。

#### コーヒー

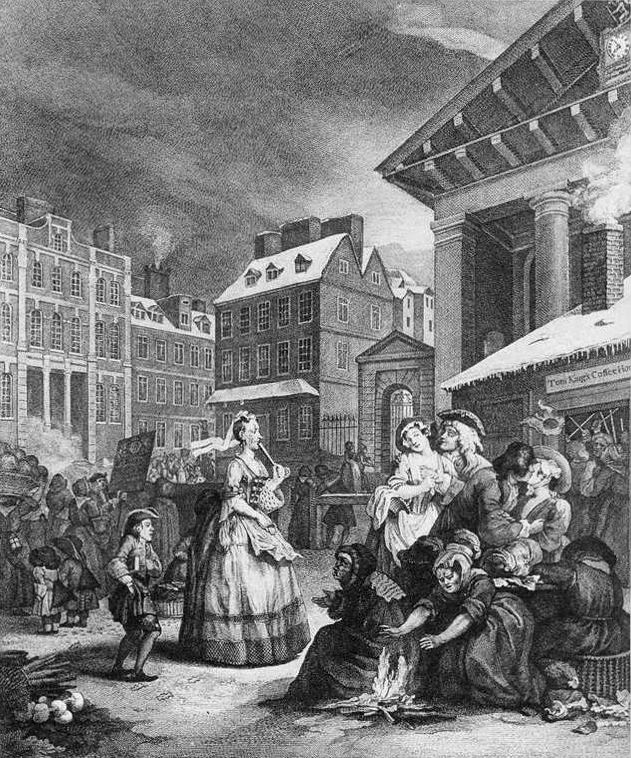
『一日の4つの時』でホガースが描いた（のちのMoll King's Coffee House）。

17世紀に伝来し、18世紀までにコーヒーはすぐに高い人気を得た。ロンドンのコーヒーハウスは文学的、商業的、政治的に重要な会合場所であり、ときには19世紀のロンドンに大金融機関への道を開いたこともあった。
コーヒーは現在おそらく他のヨーロッパ大陸よりも人気が少し低いが、多くの人々がインスタントやパーコレータで淹れた牛乳入り（クリームはめったに入れない）のコーヒーを飲んでいる。エスプレッソやカプチーノといったイタリア式コーヒーおよびフラペチーノなどの現在のアメリカの種類もますます人気であるが、家庭で作ることはなく一般にレストランやコーヒー専門店で購入する。白砂糖をティーカップに、黒砂糖をコーヒーに入れることが多いが、ポットには入れない。

#### その他
19世紀の禁酒運動家によってホット・チョコレートとココアが推進され、かなりの人気となった。主要ブランドの製品は、キャドバリーなどのクエーカーが創業した企業が製造する。これらは深夜に飲まれ、オバルチンやホーリックも同様である。
絞りたてのリンゴジュース、および発酵段階のアップルサイダーは温めて香辛料を加えて冬期に飲む。地元で育つ果物と摘んだベリーは果汁による風味付けに使う。焙煎したタンポポの根と新鮮な葉で茶やチンキが作られ、健康のために飲まれる。ローズヒップ、ラズベリーの葉やセイヨウイラクサを含めた他のチザン（ハーブティー）もこのように飲まれる。

### ソフトドリンク
20世紀のほとんどの間、イギリスでは朝に再利用ガラス瓶の新鮮な牛乳を戸口に届ける仕組みがあり、通常は「ミルクフロート (Milk float) 」と呼ばれる電気自動車で配達したが、現在ほとんどはスーパーマーケットでの買い物に置き換えられた。しかしながら、今なお各戸に新鮮な牛乳を配達する地方もある。
ダンデライオン&バードック (Dandelion and burdock) はルートビアに似た微発酵飲料である。最新のものは人工的に製造され、アルコールを含まない。アルコールを含まないジンジャービアは19世紀末から20世紀半ばにかけて人気だった。タイザー (Tizer) やルコゼード (Lucozade) はイギリスの炭酸飲料で、後者は栄養ドリンクとして販売される。レモネードはイギリスでは通常、透明な炭酸飲料を示す。コーラや栄養ドリンクの国際的ブランドが20世紀末から人気となった。
バーレイウォーター (Barley water) は通常レモンや他の果物で風味付けする伝統的なイギリスのソフトドリンクである。この飲み物は精製したオオムギを煮だして濾し、果物の皮および/または果肉に注ぎ、果汁と砂糖で味を整えて作るが、出来合いの製品も通常販売される。
スカッシュおよびコーディアルは炭酸飲料以外で選ばれる飲み物である。これらはノンアルコールの濃厚なシロップであり、通常果物風味であり果汁、水、砂糖で通常作り、飲む前に「希釈する」必要がある。伝統的なコーディアルはハーブエキスも含む場合があり、エルダーフラワーおよびショウガが有名である。

### アルコール飲料

#### ビールとシードル

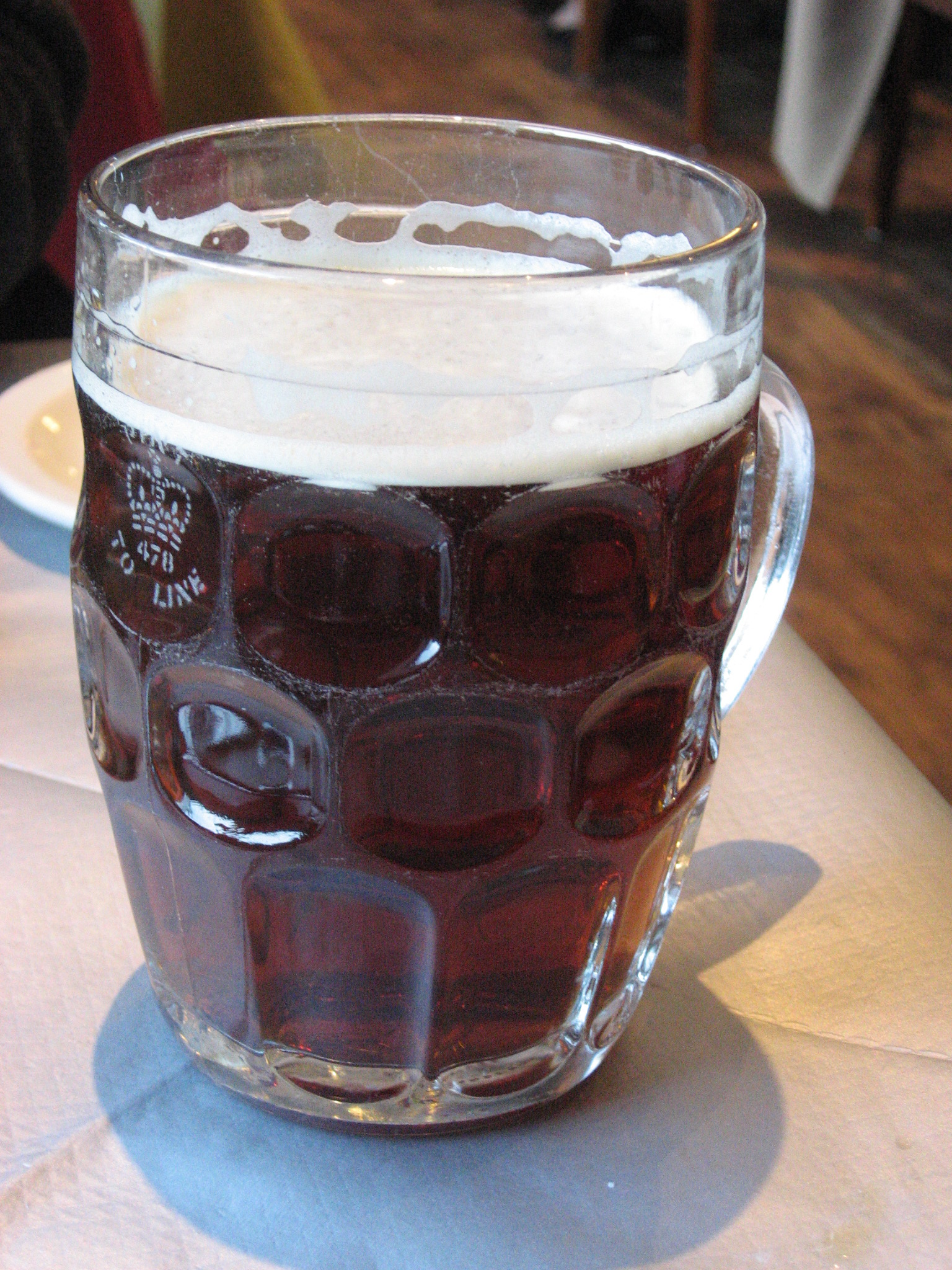
グラス1杯のビター。

イングランドは、カスク発酵 (Cask conditioned) ビールがいまだ市場の主流である数少ない国のひとつである。20世紀半ば以降、ラガーやピルスナースタイルのビールがかなりの人気を増やし、辛いエスニック料理に伴うことが多い。いずれのスタイルのビールもパブの食事に伴う。イングランドのビールを使う料理には、ステーキ&エールパイおよびビールで衣を溶いたフィッシュ・アンド・チップスがある。
スタウトはアイルランドに関連付けられているが、イングランド発祥であり世界的に知られるビールのスタイルである。料理については、スタウトはカキと関連がある。カキの風味はスタウトに使われ、また、カキを食べてスタウトを飲む。
イギリスでシードルは常にリンゴジュースを発酵したアルコール飲料を意味し、ビールのように1パイントまたはハーフパイントで提供する。伝統的にサウス・ウェスト・イングランドやヘレフォードシャーといった地域と関連深いが、ブルマーズ (Bulmers) やストロングボウ (Strongbow) のような商業ブランドは全国的に販売されている。濁りのある無濾過のシードルはスクランピー (Scrumpy) と呼ばれ、ナシで作る類似した飲み物はペリーと呼ばれる。イングランドではこれを蒸留してアップル・ブランデーを作ることがあるが、フランスのカルヴァドスのようには普及してない。料理については、シードルは豚肉やウサギ料理で使われることがある。

#### ワインとミード

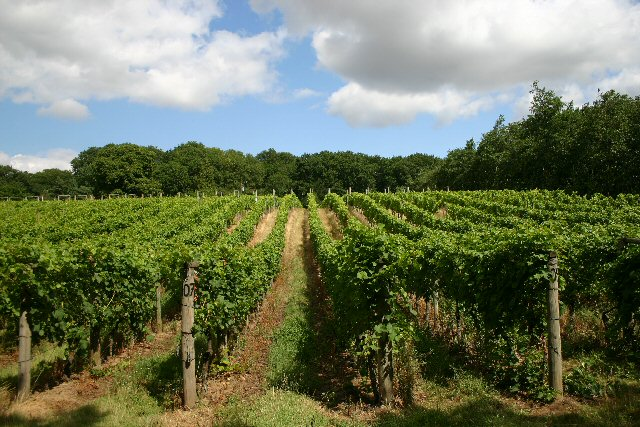
サフォーク、ワイケンホール農場のワイン農園。

ワインはフォーマルな食事に伴うことが多い。ワインの製造と消費は、共に古代ローマのブリタンニアによりイングランドに伝来した。それ以来ワインが輸入されるようになったが、一般市民が日常的に飲むことはなかった。
中世の頃から、イングランドはフランスのボルドー産クラレットの主な市場であった。これはイングランドとフランスの多くの領土を持つプランタジネット朝の影響であった。1703年に締結されたメシュエン条約により、18世紀にフランスワインは高い関税を課せられた。これによりイングランドはスペインからはシェリーなど、ポルトガルからはポートワインとマデイラ・ワインといった甘口の酒精強化ワインを輸入する主要な消費市場となった。通常のワインと異なり、ポルトガルからイングランドへの長期輸送で品質低下しないため、酒精強化ワインは普及した。酒精強化ワインはデザート作りに使われ、たとえばシェリーはトライフルの重要な材料である。
その後20世紀には、ワインは世界中の大量市場で取引された。非常に長い休止期間後、1970年代にブドウ栽培が再開された。イングランドは現在主要な消費市場であるが、生産はごくわずかでありイングランドとウェールズ産ワインの総売上げは国内市場のわずか1％である。
他の国内生産ワインは「カントリーワイン」と呼ばれる「フルーツワイン」であり、ブドウ以外の様々な種類の果実や植物（エルダーベリー、セイヨウスモモ、パースニップなど）で作る。販売される製品もあるが、カントリーワインは自家製造されることが多く、果樹園生産、自家栽培または野生の果実を材料とする。ヘレフォードシャーでクレーム・ド・カシスが作られる。
蜂蜜を発酵したミードは中世に流行したが、現在は珍しい。

#### スピリッツとリキュール

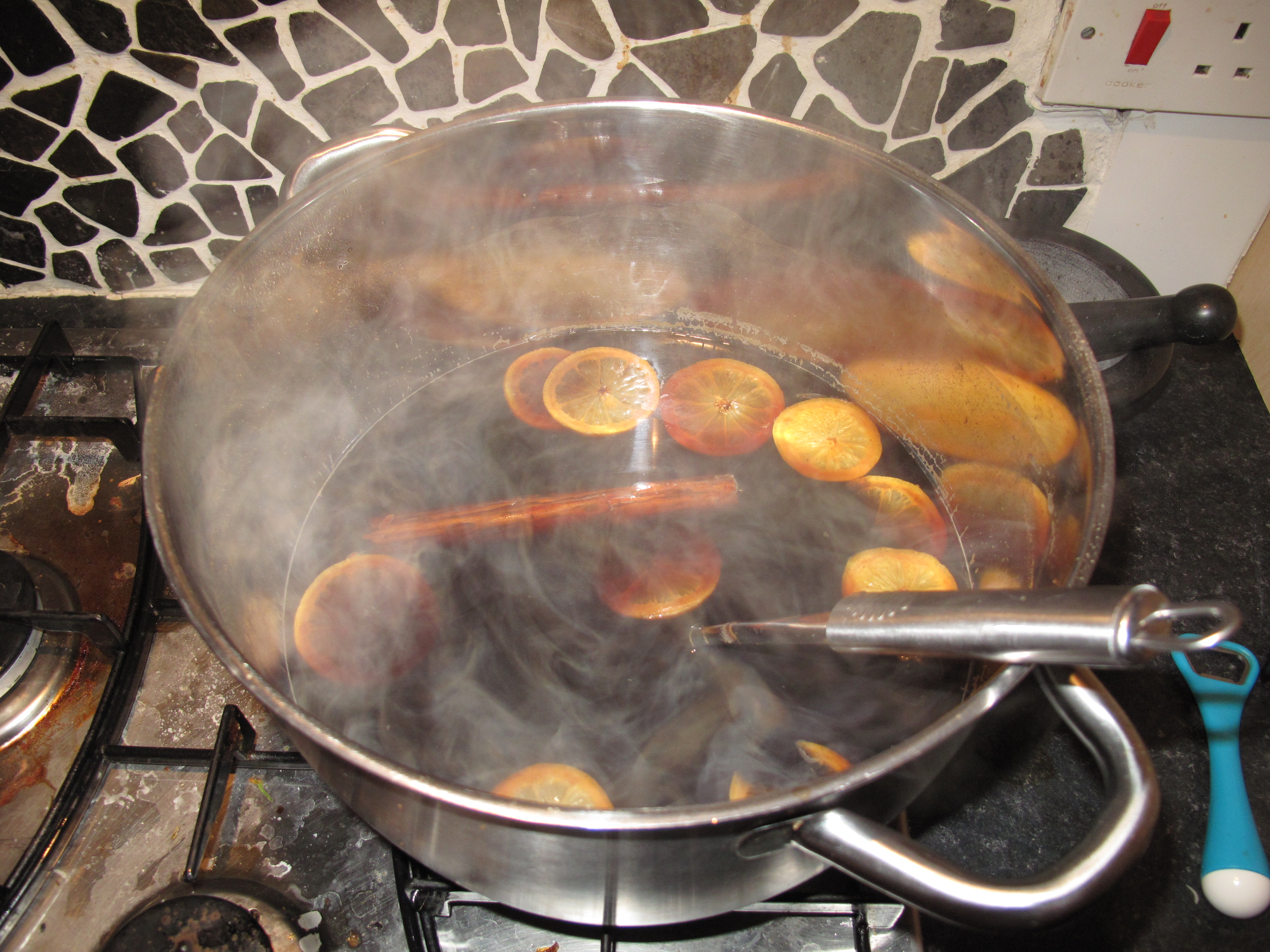
鍋で作るワッセイル

ジンはイングランドの発祥ではないが、主流のスタイルであるロンドン・ドライ・ジンはイングランドで作られた。ジン・トニックにはイギリス帝国時代にさかのぼる歴史的ルーツがある。トニックウォーターの発祥は熱帯気候におけるマラリア対策としてキニーネ摂取である。同様にラム酒もイングランドと歴史的関連がある。
近代のイングランドにおけるウイスキー生産は2006年末にノーフォークで再開され、最初のシングル・モルトウイスキーが2009年11月に販売された。これは100年ぶりのイングランドのシングル・モルトウイスキーであった。これはウイスキー製造会社イングリッシュ・ウイスキーによりセント・ジョージズ蒸留所で生産された。かつては、ブリストルおよびリヴァプールがイングランドのウイスキー製造の中心であった。

#### カクテル類
初期のカクテル類は、17世紀のパンチにさかのぼる。典型的なパンチは水、果実、果汁、および蒸留酒で作り、大きなボウルで複数の客向けに供される。カクテルはアメリカのものと考えられるが、イギリスとの関係を持つ：イギリス生まれのアメリカ市民、ハリー・クドラック (Harry Craddock) はサヴォイ・ホテル (Savoy Hotel) のバー在任中に数々の古典的カクテルを考案した。ピムスは1世紀以上にわたり混成酒の製品を販売する会社である。ピムスはイギリスの夏の飲み物であり、ウィンブルドン選手権、ヘンリー・ロイヤル・レガッタ (Henley Royal Regatta) 、グラインドボーン音楽祭といったイギリスの夏のイベントに関連している。ピムスは、更に果実やレモネード等を加えるカクテルのベースとしても使われることが多い。
カクテルのベースにはビール（ラムズウール、Lamb's wool）やシードル（ワッセル、Wassail）もある。

## 菜食主義
菜食主義のイギリス人は第二次世界大戦終結後の10万人から、2003年には300万人から400万人の間と推定された。これは西洋で最も高い割合のひとつであり、約700万人が赤肉を食べないと主張している。
レストランの大半では少なくとも1つの菜食主義料理がメニューにある。

## 国際的な評判

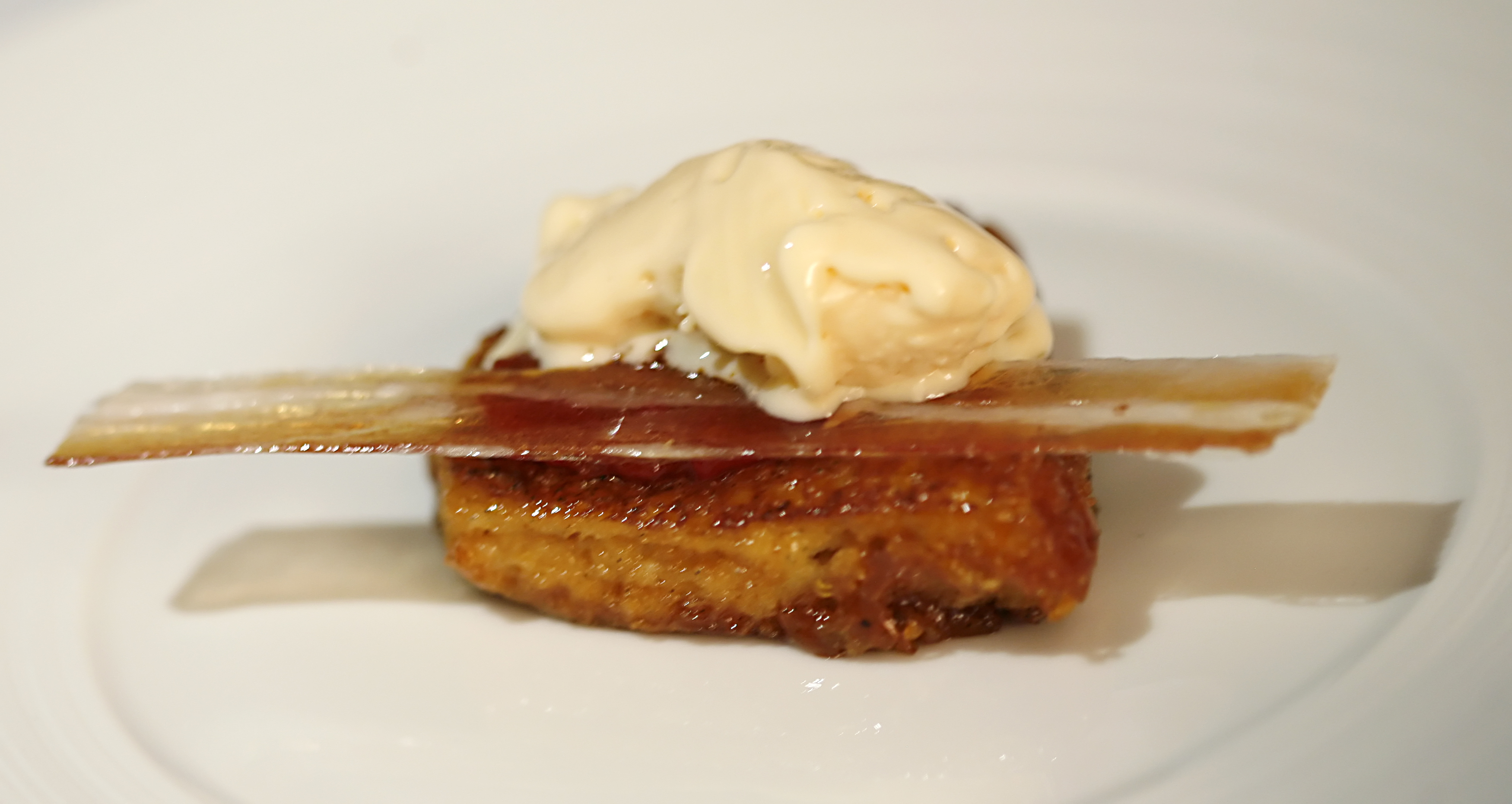
レストラン「ザ・ファット・ダック」の創作料理、スクランブルエッグとベーコンのアイスクリーム。

イングランド料理は、フランス料理やイタリア料理と比較され、相対的に低い国際的評判を受けている。しかしながら、20世紀の食品産業製造の都会の食品の低い評判はもはや家庭で調理した食事の品質を表さないと感じられるため、イングランドの人々の多くはこの評判は時代遅れと考えている。
評判の低下は産業革命の時代の農村からの移動と都市化にさかのぼる。この時点でイギリスは食品純輸入国になった。2度の世界大戦の間、他の国と同様に紛争の影響を受け、食料不足と配給の影響に非常に苦しんだ。1954年のイギリスでの食料配給の終了は食品大量生産の産業化に向けた著しい傾向をもたらした。
2005年に、イギリスの雑誌「レストラン」に記事を書いた600人の料理批評家による「サンペレグリノ世界のベストレストラン50」に14店のイギリスのレストランを選び、1位はバークシャー州、ブレイのレストラン、ザ・ファット・ダック (The Fat Duck) およびシェフのヘストン・ブルメンタール (Heston Blumenthal) が獲得した。特に、ロンドンの世界的勢力は国際的料理の中心へと上昇した。

## 料理

### 甘くない料理

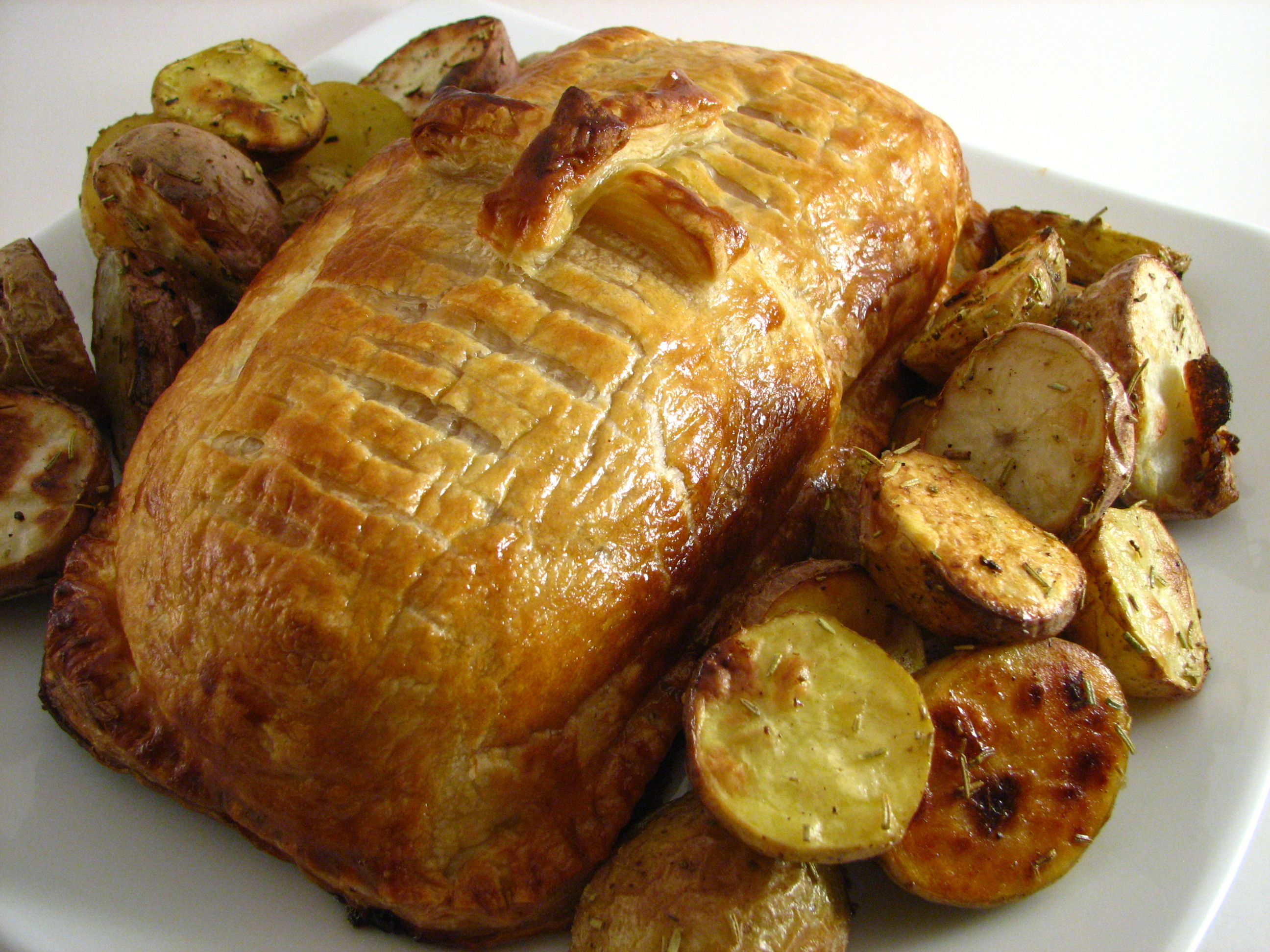
ビーフ・ウェリントン

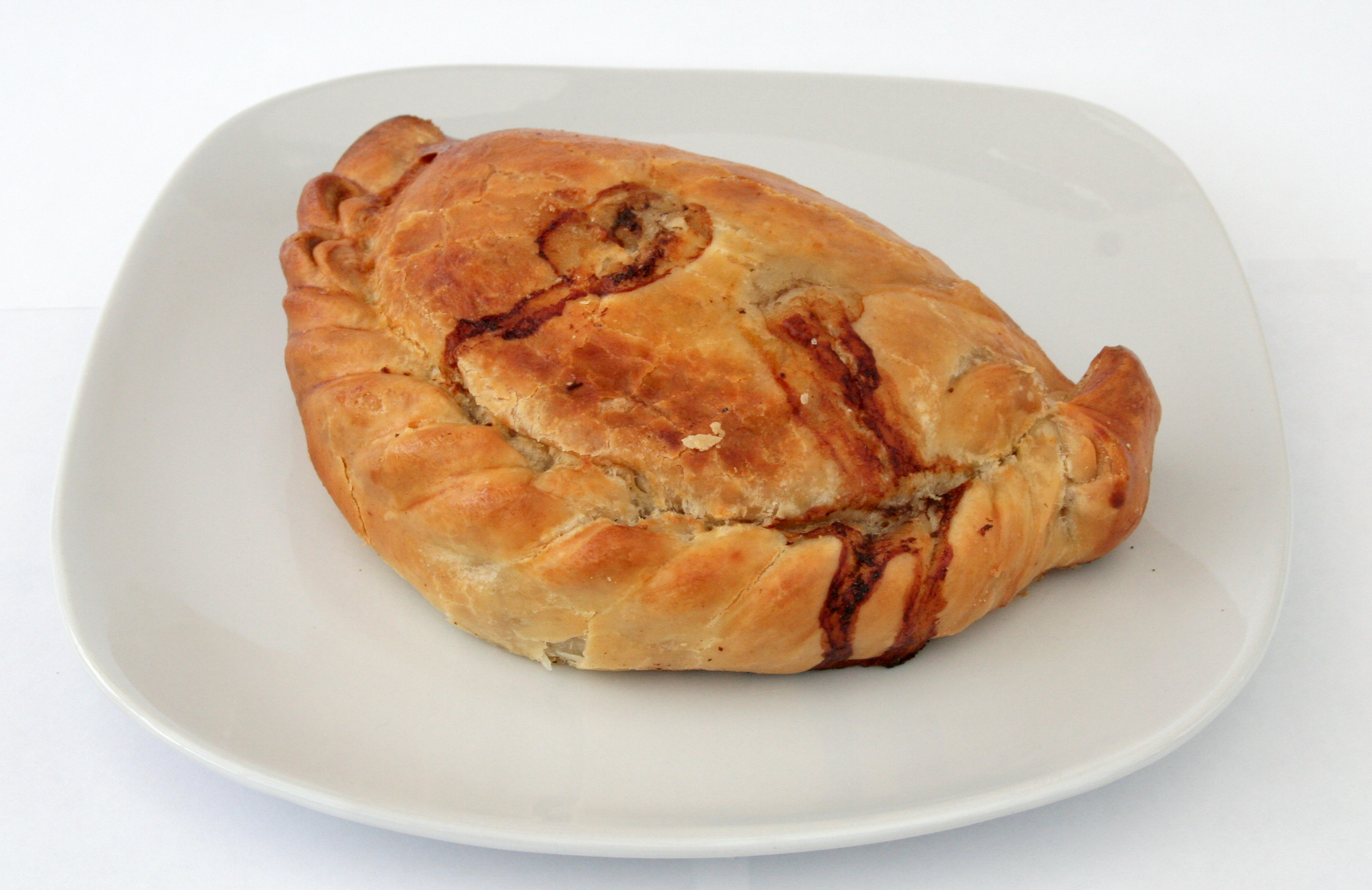
コーニッシュ・パスティ

- ベッドフォードシャー・クランガー (Bedfordshire clanger)
- バンガーズ・アンド・マッシュ (Bangers and mash)
- ビーフ・コブラー（Beef Cobbler）
- ビーフ・ウェリントン
- ブラックプディング
- カリフラワー・チーズ (Cauliflower cheese)
- コーニッシュ・パスティ
- コテージパイ
- カンバーランド・ソーセージ (Cumberland sausage)
- デビルド・キドニー (Devilled kidneys)
- ファゴット (Faggot)
- フィッシュ・アンド・チップス
- ゲームパイ (Game pie)
- グーダッキン
- ハッシュ
- ホーグズプディング (Hog's pudding)
- ウナギのゼリー寄せ
- キッパー (Kipper)
- ランカシャー・ホットポット (Lancashire hotpot)
- リンカンシャー・ソーセージ (Lincolnshire sausage)
- レバー・アンド・オニオン (Liver and onions)
- パナケルティ
- パーモ (Parmo)
- ピーズプディング (Pease pudding)
- パイ・アンド・マッシュ (Pie and mash)
- プラウマンズランチ
- ポークパイ (Pork pie)
- ポッテドシュリンプ (Potted shrimps)
- シェパーズパイ
- スカウス (Scouse)
- スターゲイジーパイ (Stargazy pie)
- ステーキ・アンド・エール・パイ (Steak and ale pie)
- ステーキ・アンド・キドニー・パイ (Steak and kidney pie)
- ステーキ・アンド・キドニー・プディング (Steak and kidney pudding)
- ステーキ・アンド・オイスター・パイ (Steak and oyster pie)
- ストッティケーキ (Stottie cake)
- スエットプディング (Suet pudding)
- ローストビーフ、ホースラディッシュとマスタード添え
- ローストラム、ミントソース添え
- ローストポーク、アップルソース添え
- トード・イン・ザ・ホール (Toad in the hole)
- ウェルシュ・レアビット (Welsh rarebit)
- ヨークシャープディング

### 甘い料理

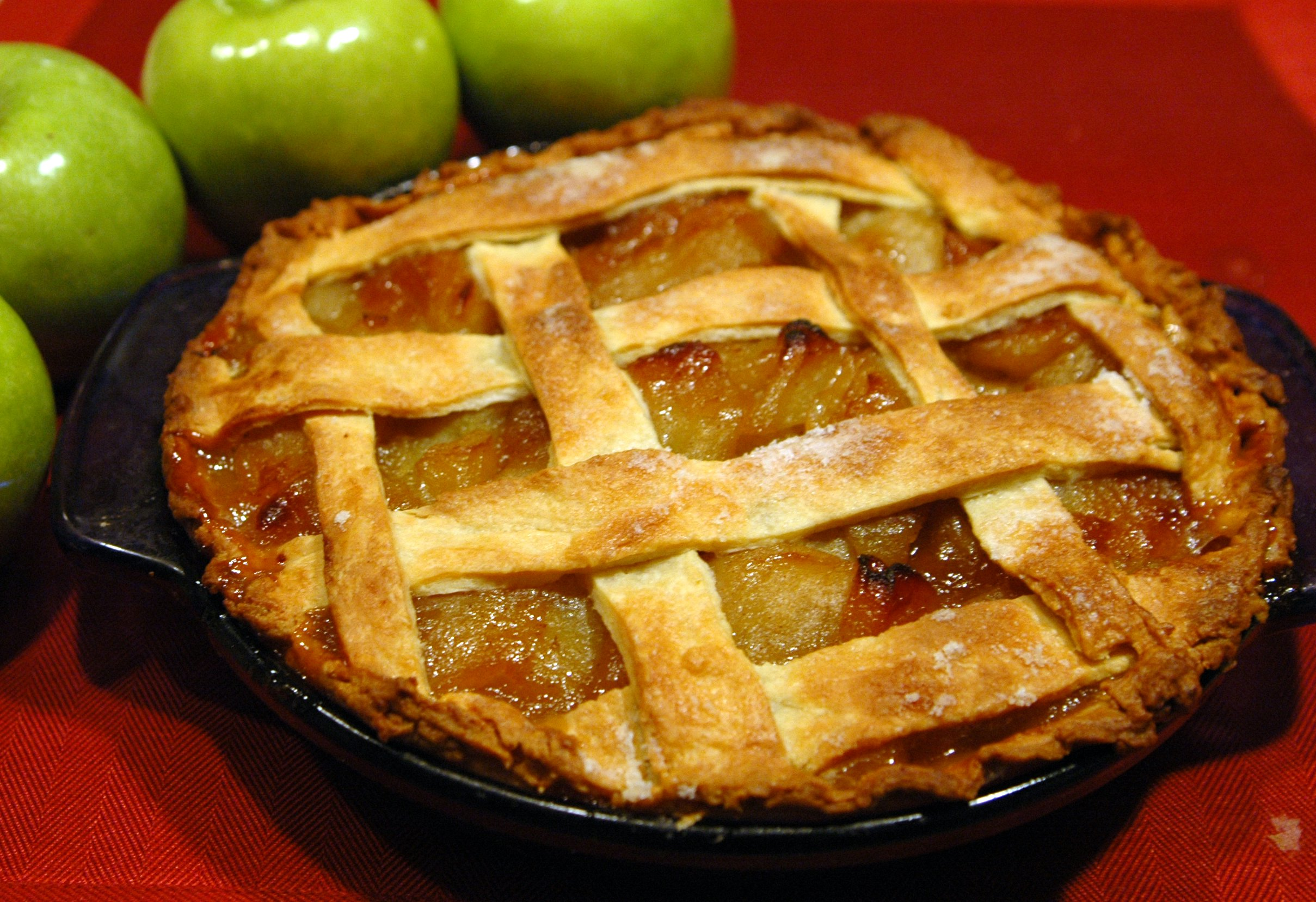
アップルパイ

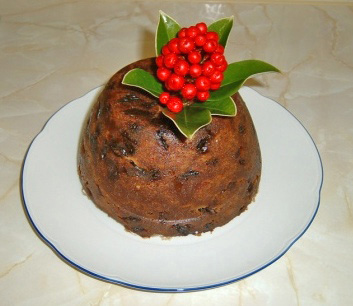
クリスマスプディング

- アップルパイ
- ベイクウェルタルト
- バノフィーパイ
- バッテンバーグケーキ
- ブレッド・アンド・バター・プディング
- クリスマスプディング
- クランブル
- エクルズケーキ
- イートン・メス
- イヴズ・プディング（英語版）
- フルーツ・フール
- ジプシータルト（英語版）
- ヘヴァ・ケーキ（英語版）
- ジャム・ローリー・ポーリー
- ケンダルミントケーキ
- ニッカーボッカー・グローリー
- ラーディケーキ（英語版）
- マデイラケーキ
- ミンスパイ
- パーキン
- パウンドケーキ
- クイーン・オブ・プディング
- サフランケーキ
- スコーン
- スポティッド・ディック
- スティッキー・トフィー・プディング
- サマープディング
- サセックス・ポンド・プディング
- シラバブ
- トライフル
- トリークルタルト

### その他の名物料理
- チャツネ（モモ、マンゴー、ライム）
- ピッカリリ
- ホースラディッシュソース
- グリーントマトチャツネ
- スティルトン
- チェダーチーズ

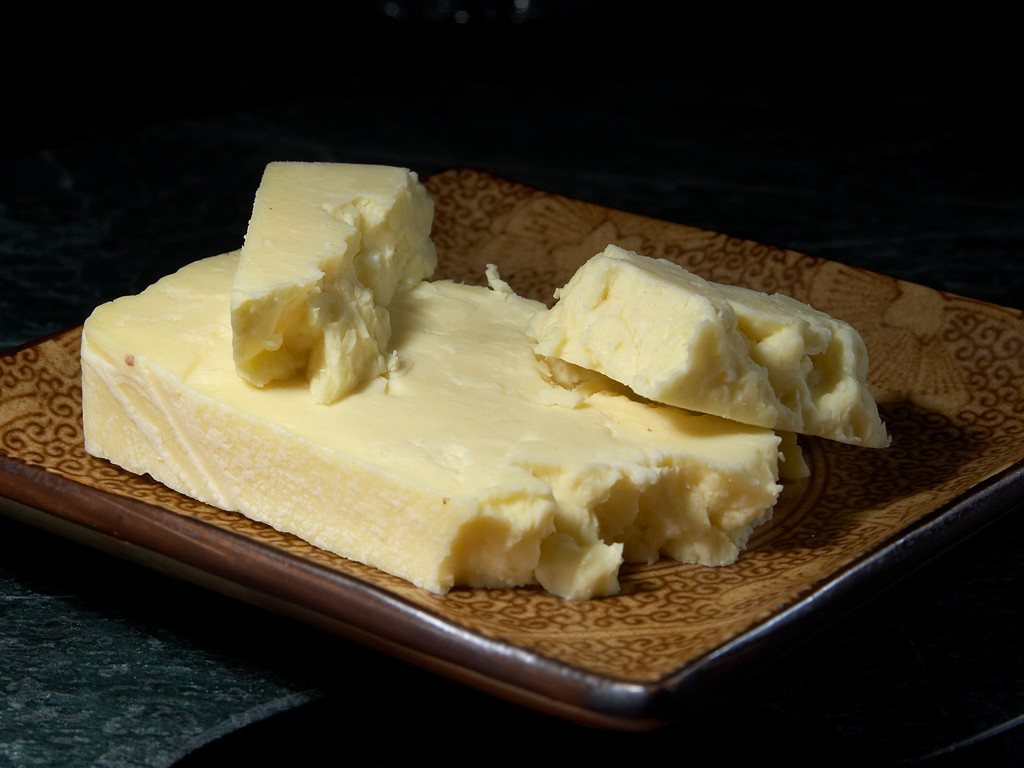
ウェンズレデールチーズ

- ウェンズレデールチーズ (Wensleydale cheese)
- コーニッシュヤーグ
- ランカシャーチーズ (Lancashire cheese)
- ケアフィリチーズ
- レッド・レスター (Red Leicester)
- ダブルグロスター
- カード
- カッテージチーズ
- クロテッドクリーム

## フードライターとシェフ

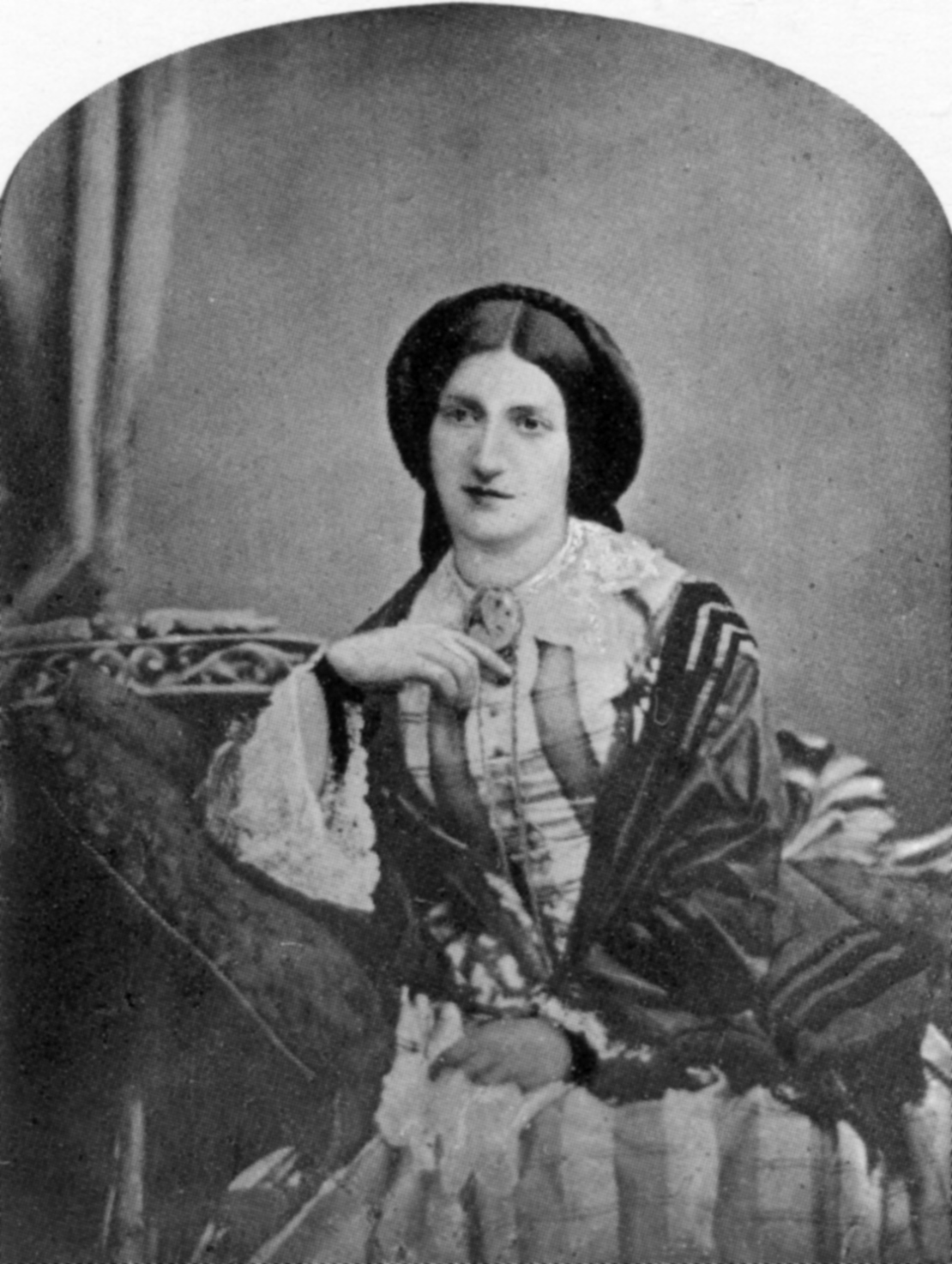
ビートン夫人の肖像写真、1860-5年頃。

- イライザ・アクトン (Eliza Acton)
- ジェーン・アッシャー
- ビートン夫人[43]
- メリー・ベリー (Mary Berry)
- チャールズ・キャンピオン (Charles Campion)
- ファニー・クラドック (Fanny Cradock)
- ジョニー・クラドック (Johnnie Cradock)
- エリザベス・デイビッド (Elizabeth David)
- クラリッサ・ディクソン・ライト (Clarissa Dickson Wright)
- ヒュー・ファーンリー・ウィッティングストール (Hugh Fearnley-Whittingstall)
- キース・フロイド (Keith Floyd)
- ハンナ・グラッセ (Hannah Glasse)
- ジェイン・グリグソン (Jane Grigson)
- ソフィー・グリグソン (Sophie Grigson)
- エインズリー・ハリオット (Ainsley Harriott)
- ドロシー・ハートレイ (Dorothy Hartley)
- ファーガス・ヘンダーソン (Fergus Henderson)
- ロバート·アーバイン (Robert Irvine)
- グラハム・カー
- ナイジェラ・ローソン
- ラスティ・リー (Rustie Lee)
- ジョナサン・ミーズ (Jonathan Meades)
- ジェイミー・オリヴァー
- ロレイン・パスカル (Lorraine Pascale)
- ジェニファー・パターソン (Jennifer Paterson)
- マーガレット・パッテン (Marguerite Patten)
- ゴードン・ラムゼイ
- ジェイ・レイナー (Jay Rayner)
- ギャリー・ローズ (Gary Rhodes)
- ミシェル・ルー・ジュニア (Michel Roux, Jr.)
- ナイジェル・スレイター (Nigel Slater)
- リック・スタイン (Rick Stein)
- アントニー・ウォーラル・トンプソン (Antony Worrall Thompson)
- フィル・ヴィッカリー (Phil Vickery)
- マルコ・ピエール・ホワイト (Marco Pierre White)